# Joseph Staline
« Staline » redirige ici. Pour les autres significations, voir Staline (homonymie).
Joseph Staline, né le 18 décembre 1878 à Gori (Empire russe, actuelle Géorgie) et mort le 5 mars 1953 à Moscou (Union soviétique, actuelle Russie), est un révolutionnaire bolchévique et homme d'État soviétique d'origine géorgienne. Il dirige l'Union des républiques socialistes soviétiques (URSS) à partir de la fin des années 1920 jusqu'à sa mort en établissant un régime de dictature personnelle absolue de type totalitaire. Les historiens le jugent responsable de la mort de quatre à dix millions de personnes, à plus de vingt millions en tenant compte des famines.
Né Iossif Vissarionovitch Djougachvili (en géorgien : იოსებ ბესარიონის ძე ჯუღაშვილი, Ioseb Besarionis Dze Jughashvili ; en russe : Ио́сиф Виссарио́нович Джугашви́ли), il est surnommé Sosso (diminutif de Iossif ou de Iosseb) pendant son enfance. Il se fait ensuite appeler Koba (d'après un héros populaire géorgien) par ses amis proches et dans ses premières années de militantisme clandestin au sein du Parti ouvrier social-démocrate de Russie (POSDR), auquel il adhère en 1898. Il utilise ensuite le pseudonyme de Staline, formé sur le mot russe сталь (stal), qui signifie « acier ».
Acteur marginal de la révolution d'Octobre, il étend peu à peu son influence politique pendant la guerre civile russe, tissant des liens étroits avec la police politique, la Tchéka, et devenant, en 1922, secrétaire général du Comité central du Parti communiste. Après la mort de Lénine en 1924, il mène un jeu patient d'intrigues souterraines et d'alliances successives avec les diverses factions du Parti, et supplante un à un ses rivaux politiques, contraints à l’exil ou évincés des instances dirigeantes.
S'appuyant sur la bureaucratisation croissante du régime et la toute-puissance de l’appareil policier, la Guépéou puis le NKVD, il impose progressivement un pouvoir personnel absolu et transforme l'URSS en un État totalitaire. Le culte de la personnalité construit autour de sa personne, le secret systématiquement entretenu autour de ses faits et gestes, le travestissement de la réalité par le recours incessant à la propagande, la falsification du passé, la dénonciation délirante de complots, de saboteurs et de traîtres, l’organisation de procès truqués, la liquidation physique d’adversaires politiques ou de personnalités tombées en disgrâce sont des caractéristiques permanentes de son régime.
Il procède à la collectivisation intégrale des terres, décrétant la « liquidation des koulaks en tant que classe », et industrialise l'Union soviétique à marche forcée par des plans quinquennaux aux objectifs irréalistes et au prix d'un coût humain et social exorbitant. Son long règne est marqué par un régime de terreur et de délation paroxystiques et par la mise à mort ou l'envoi aux camps de travail du Goulag de millions de personnes, notamment au cours de la « collectivisation » des campagnes et des Grandes Purges de 1937. Il pratique aussi bien des déplacements de population massifs, dont la déportation intégrale d'une quinzaine de minorités nationales, que la sédentarisation forcée non moins désastreuse de nomades d'Asie centrale. Il nie aussi l'existence des famines meurtrières de 1932-1933 (Holodomor) et de 1946-1947, après les avoir en partie provoquées par une politique impitoyable de réquisitions forcées de produits agricoles dans les campagnes dont le blocus organisé empêche la fuite des populations rurales affamées et les prive de tout secours.
Dans un contexte international de plus en plus tendu par la montée en puissance de l'Allemagne hitlérienne, Staline engage l'Union soviétique dans des négociations avec le régime nazi qui aboutissent, en août 1939, à la signature du pacte germano-soviétique, qui jusqu'en juin 1941 fait de l'URSS une alliée de l'Allemagne nazie pendant les deux premières années de la Seconde Guerre mondiale,,,. La coopération économique entre les deux pays entreprise après la signature des accords commerciaux germano-soviétiques est brutalement interrompue par l'invasion allemande de l'Union soviétique en juin 1941, précipitant cette dernière dans la guerre aux côtés du Royaume-Uni, alors seul face à l'Allemagne nazie. La victoire militaire finale dans un conflit qui a mis l'URSS au bord du gouffre, et dont la bataille de Stalingrad est un tournant majeur, confère à Staline un prestige international retentissant et lui permet d'affirmer son emprise sur un empire s'étendant de la frontière occidentale de la RDA à l'océan Pacifique.
Joseph Staline est également l'auteur de textes exposant ses conceptions du marxisme et du léninisme, qui contribuent à fixer pour des décennies, au sein des courants communistes liés à l'URSS, l'orthodoxie marxiste-léniniste. Sa pratique politique et ses conceptions idéologiques sont désignées sous le terme de stalinisme.
Après la mort de Staline, ces pratiques sont dénoncées par Nikita Khrouchtchev au cours du XXe congrès du Parti communiste de l'Union soviétique de 1956 : la déstalinisation et la relative détente qui s'ensuivent n'entraînent cependant aucune démocratisation du bloc de l'Est. Ce n'est qu'à l'époque de la perestroïka mise en place par Mikhaïl Gorbatchev que les crimes de Staline peuvent être dénoncés en URSS dans toute leur ampleur,.

## Jeunesse et formation

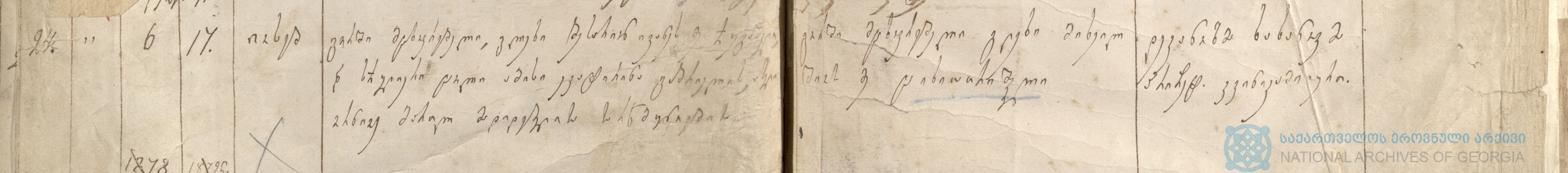
La naissance de Ioseb, dans le registre des naissances de Gori.

Joseph Staline est né le 18 décembre 1878 dans la ville géorgienne de Gori, alors dans le gouvernement de Tiflis (Empire russe), troisième enfant et seul survivant de sa fratrie au sein d'une famille pauvre. L'aîné, Mikheil Djougachvili, naît et meurt deux mois après sa naissance en 1875, tandis que le deuxième enfant, Giorgi Djougachvili, naît en 1876 et meurt en 1877.
Le père de Staline, Vissarion Djougachvili (1850-1909) (prénom parfois aussi retranscrit Besarion), est un ouvrier cordonnier qui sombre dans l'alcoolisme et qui le bat. Il est originaire d'un village du Nord de la Géorgie, Djougha (d'où son nom) et on lui prête des origines ossètes. Sa mère, Ekaterina Gavrilovna Gueladzé (1858-1937), est une couturière d'Ossétie. Fervente orthodoxe, abandonnée par son mari, elle pousse son fils, « garnement des rues […] d’une intelligence exceptionnelle », vers la prêtrise et finance difficilement ses études. De sa jeunesse, Staline resta « traumatisé par la violence, l’insécurité et la méfiance, mais inspiré par les traditions locales de dogmatisme religieux, de vendetta et de brigandage romantique ». À cette période, sa famille habite au 10 de la rue de la Cathédrale à Gori.

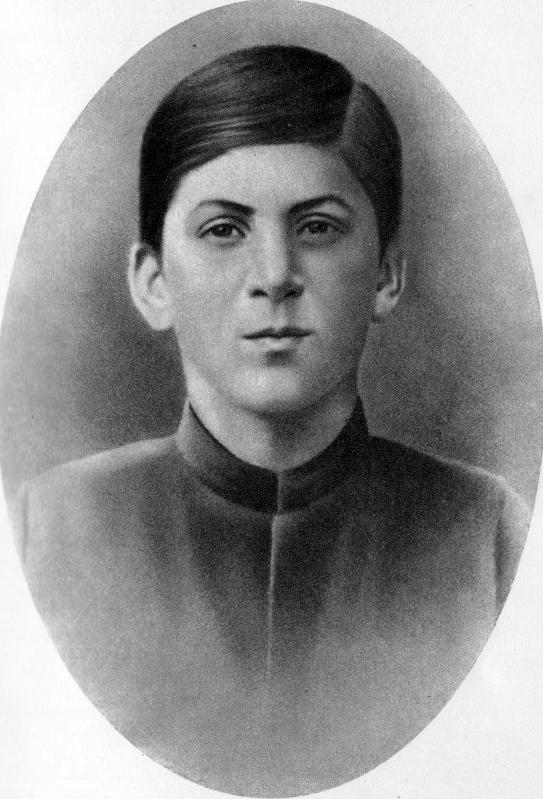
Ioseb Djougachvili, à 15 ans.
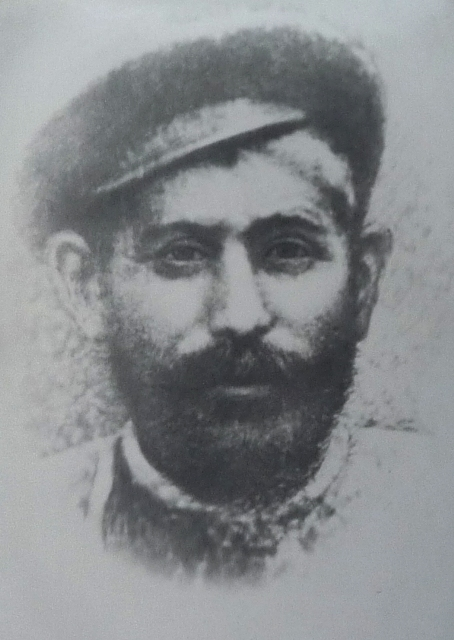
Son père, Besarion.
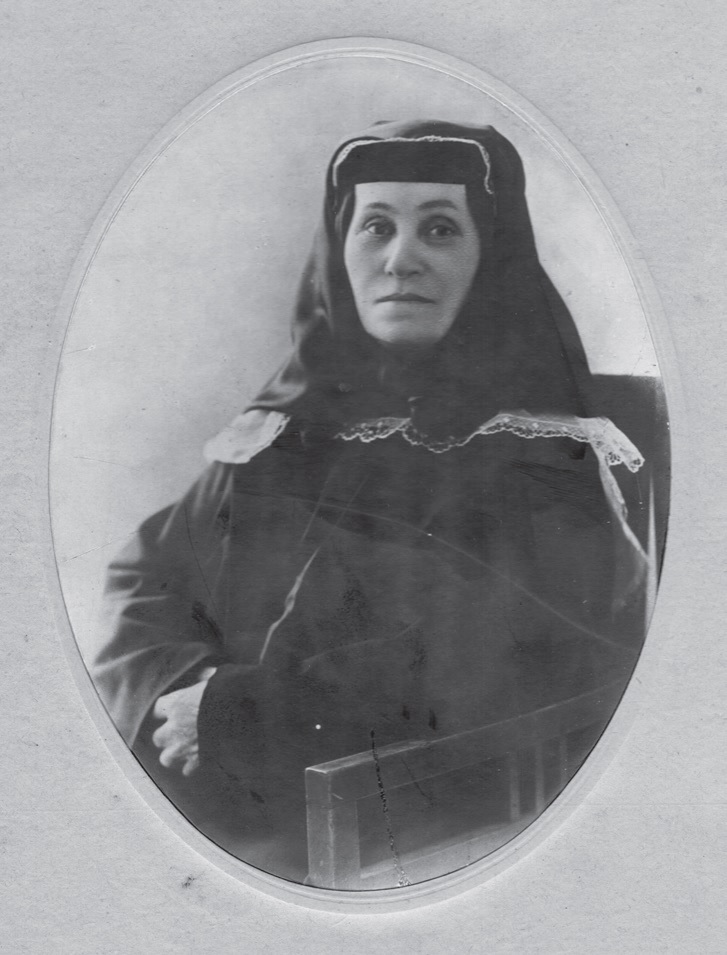
Sa mère, Ekateriné.

Après avoir brillamment réussi ses examens, Iossif Djougachvili entre en 1894 au séminaire de Tiflis et y reste jusqu'à l'âge de 20 ans. Il y suit un enseignement secondaire général avec une forte connotation religieuse. Surnommée le « Sac de pierre », l'école a sinistre réputation. Rapidement, le jeune Djougachvili devient athée et commence à se montrer rebelle à l'autorité du séminaire. Il reçoit de nombreuses punitions pour lecture de livres interdits (entre autres, Les Travailleurs de la mer de Victor Hugo) et en août 1898 s'inscrit à la branche locale du Parti ouvrier social-démocrate de Russie (POSDR). Malgré les faveurs que lui accorde le recteur du séminaire, il en est expulsé en mai 1899, officiellement pour absence à l'examen de lectures bibliques. « Je fus renvoyé pour propagande marxiste », se vantera par la suite l'ex-séminariste.
En décembre 1901, il quitte Tbilissi pour Batoumi et travaille pour l'organisation social-démocrate. Le 6 avril 1902, il est arrêté et emprisonné durant un an à Batoumi et six mois à la prison de Koutaïs. Il est envoyé en exil en Sibérie pour trois ans ; il arrive à Novaya Ouda (en) dans la province d'Irkoutsk en décembre 1903 et y reste en assignation à résidence jusqu'en janvier 1904.

## Révolution de 1905 et clandestinité

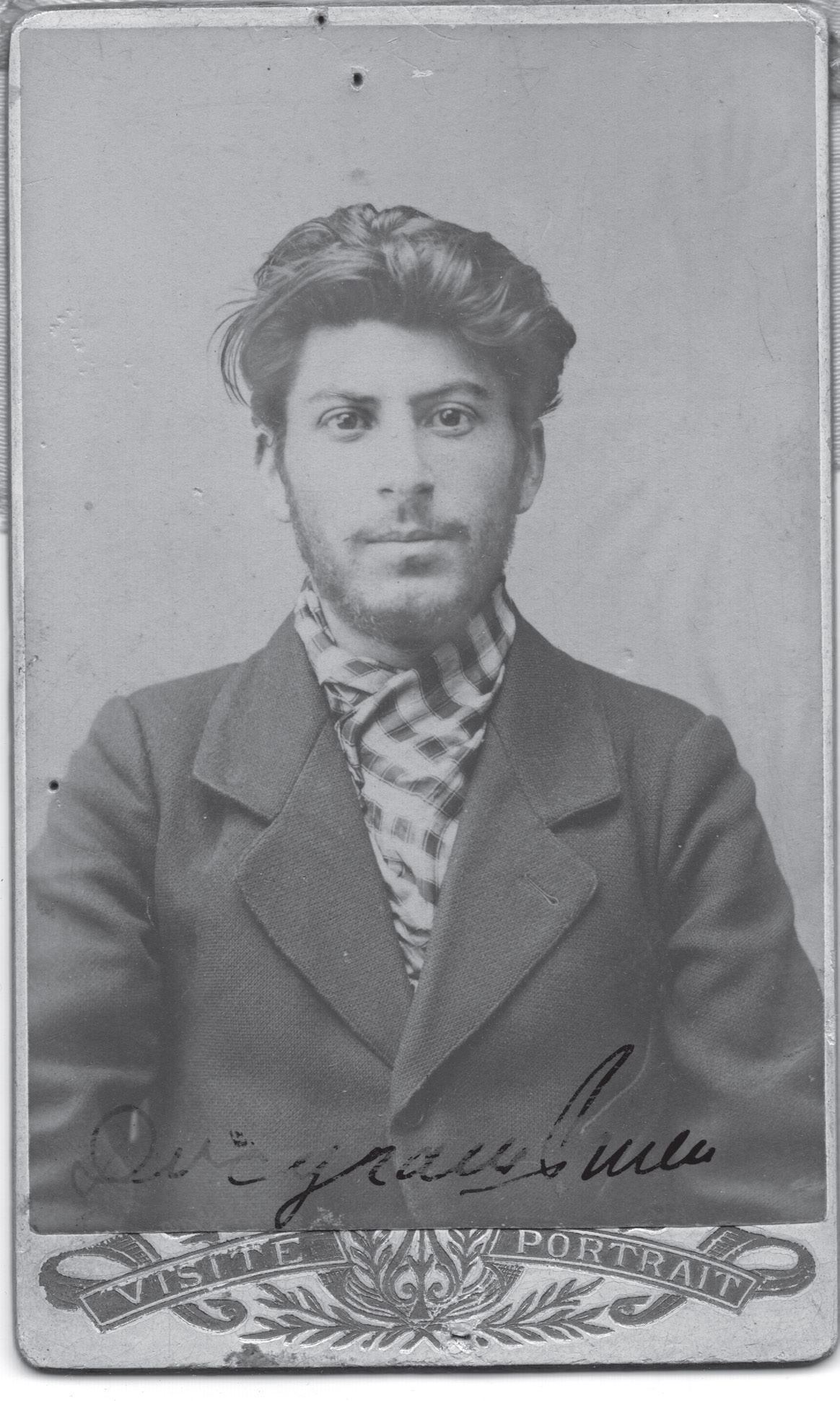
Staline en 1902.

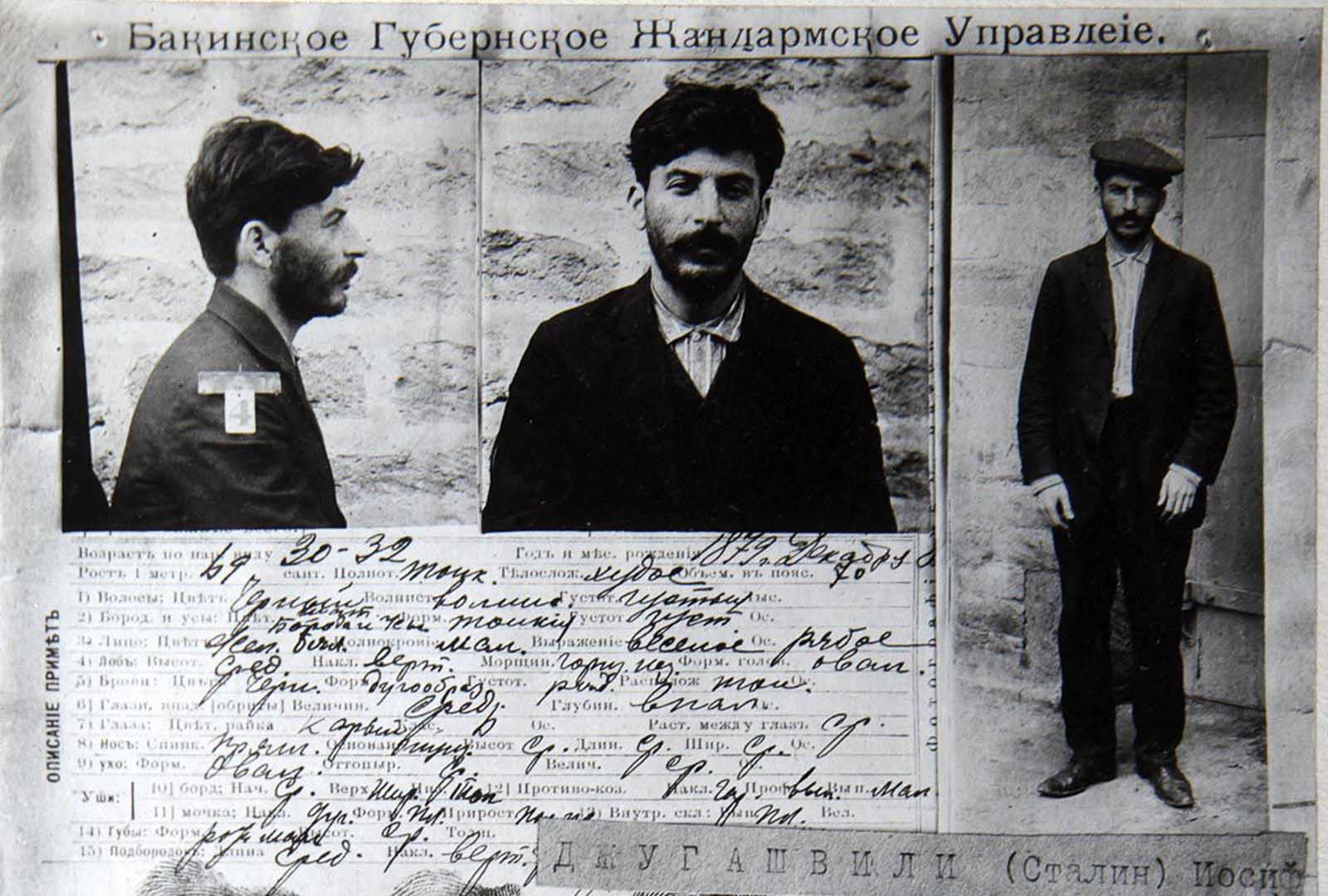
Photographie d'identité judiciaire de Staline à la suite de son arrestation à Bakou, en 1910.

Iossif Djougachvili commence alors sa carrière de révolutionnaire sous le surnom de Koba. Il se fait arrêter à de nombreuses reprises. En 1907, il est impliqué dans des braquages de banques sanglants servant à financer le Parti,, comme le braquage commis à Tbilissi, en juin, qui rapporte 250 000 ou 350 000 roubles.
Il est déporté sept fois en Sibérie, la première fois en 1902. Il s’évade six fois, notamment en 1904, année où il adhère à la faction bolchevique du POSDR. C’est également en 1904 qu’il rencontra la famille Allilouïev, dont les parents de Nadejda Allilouïeva, sa future seconde épouse, alors âgée de trois ans, et par ce biais d’autres futurs responsables soviétiques, dont Mikhaïl Kalinine, dit « papa Kalinine » et Avel Enoukidzé, parrain de Nadia.

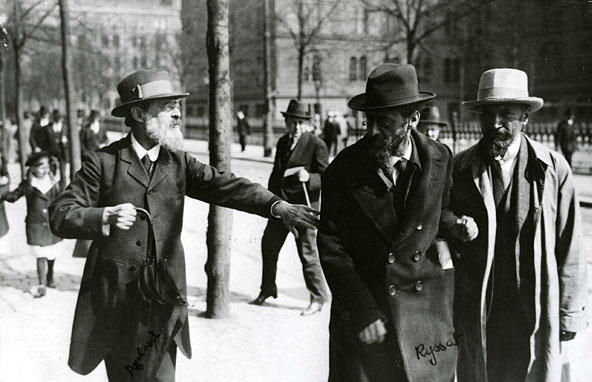
Pavel Axelrod (à gauche), Julius Martov et Alexandre Martynov à Stockholm en 1917.

En 1905, il ne participe pas à la révolution ; il affirme ultérieurement qu’il se trouvait alors à préparer des révoltes en Kartalinie. Une fois la révolution terminée, il représente l'union caucasienne à la première conférence bolchevique à Tampere en Finlande. Il y rencontre pour la première fois Lénine. Il fait en 1924 un récit élogieux de cette rencontre, une semaine après la mort de Lénine :

« Lorsque je le comparais aux autres dirigeants de notre Parti, il me semble toujours que les compagnons de lutte de Lénine – Plekhanov, Martov, Axelrod et d’autres encore – étaient moins grands que lui d’une tête ; que Lénine comparé à eux, n’était pas simplement un des dirigeants, mais un dirigeant de type supérieur, un aigle des montagnes, sans peur dans la lutte et menant hardiment le Parti en avant, dans les chemins inexplorés du mouvement révolutionnaire russe […] [réf. souhaitée] »

En mai 1907 il se rend à Londres pour assister au 5e congrès du Parti social-démocrate. Au retour il passe par l'Allemagne, où il rencontre Lénine à Leipzig. Il voyage également en Italie dont Ancône et Venise, où il cherche des emplois alimentaires. Après la mort de sa première femme Kato, il se réfugie temporairement chez sa future belle-famille, les Allilouïev, à Saint-Pétersbourg. Le 7 avril 1908 il est arrêté à Bakou, il reste sur place à la prison de Bayil jusqu'en novembre 1908 et est transféré dans la région de Vologda. En 1908, il est transféré à Solvytchegodsk. Durant son transfert il contracte le typhus. Il s'évade en mars 1909[Information douteuse]. Il revient à Pétersbourg en 1912 où il rencontre pour la première fois, en la personne de son logeur, Viatcheslav Skriabine, connu par ses camarades sous le pseudonyme de Molotov — le marteau. C’est également à cette période qu’il est coopté au comité central du tout nouveau parti communiste, lors de son congrès fondateur de Prague. Le 5 mai 1912, il est arrêté à Saint-Pétersbourg. Il est déporté en Sibérie, à Narym (ru). Il s'évade le 13 septembre et retourne à Moscou.
En 1911, Lénine parle de lui comme du « merveilleux Géorgien », mais en 1915, dans une lettre à Maxime Gorki, il a oublié son nom. En novembre 1912, Staline séjourne à Cracovie, où il retrouve Lénine. Le fruit de cette rencontre est un article expliquant la position du parti bolchevique sur le problème des nationalités. Lénine, qui profite de ce travail pour évaluer Staline, lui accorde dès lors sa confiance. Début 1913, il se trouve à Vienne, en même temps que Trotski, sous le faux nom de Stavros Papadopoulos (une plaque se trouve sur la maison dans laquelle il a séjourné),,. Ensuite Staline ne quittera plus la Russie avant 1943, pour la conférence de Téhéran.
Son dernier pseudonyme, Staline, apparaît publiquement pour la première fois le 25 janvier 1913, dans la signature « K. Staline », à la fin de son article Le Marxisme et la Question nationale dans le journal La Pravda. Le mot stal veut dire acier en russe. Cet article l'ayant fait connaître des militants bolcheviks et établi sa réputation dans le parti, il conservera ce nom pour le restant de sa vie.

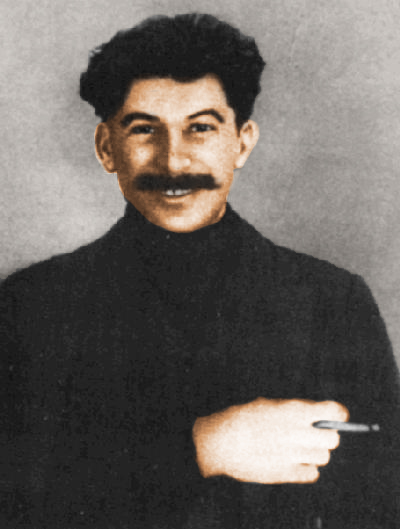
Staline en exil, en 1915.

Le 8 mars 1913[Information douteuse], il est arrêté à Saint-Pétersbourg, où il est détenu six mois avant d'être condamné à quatre ans de déportation en Sibérie, en juillet 1913 ; cette peine relativement légère alimente encore des soupçons : Staline était-il un des nombreux agents doubles de l’Okhrana au sein du mouvement bolchevique ? Quoi qu’il en soit, il arrive à Krasnoïarsk en 1914 puis réside à Koureïka jusqu'en octobre 1916. Les lettres qu’il envoie durant cet exil sont « pitoyables »[Selon qui ?], mais il en parle ultérieurement comme de l’une des périodes les plus heureuses de sa vie, faite de pêche, de chasse et d’expéditions sauvages.
En octobre 1916, l'armée rassemble tous les déportés de la région à Monastyrskoé. En février 1917, il est réformé pour atrophie du bras gauche. Il est alors transféré à Atchinsk dans l'entretien de la ligne du Transsibérien.

## Montée vers le pouvoir suprême (1917-1929)

### Révolution russe et guerre civile (1917-1922)

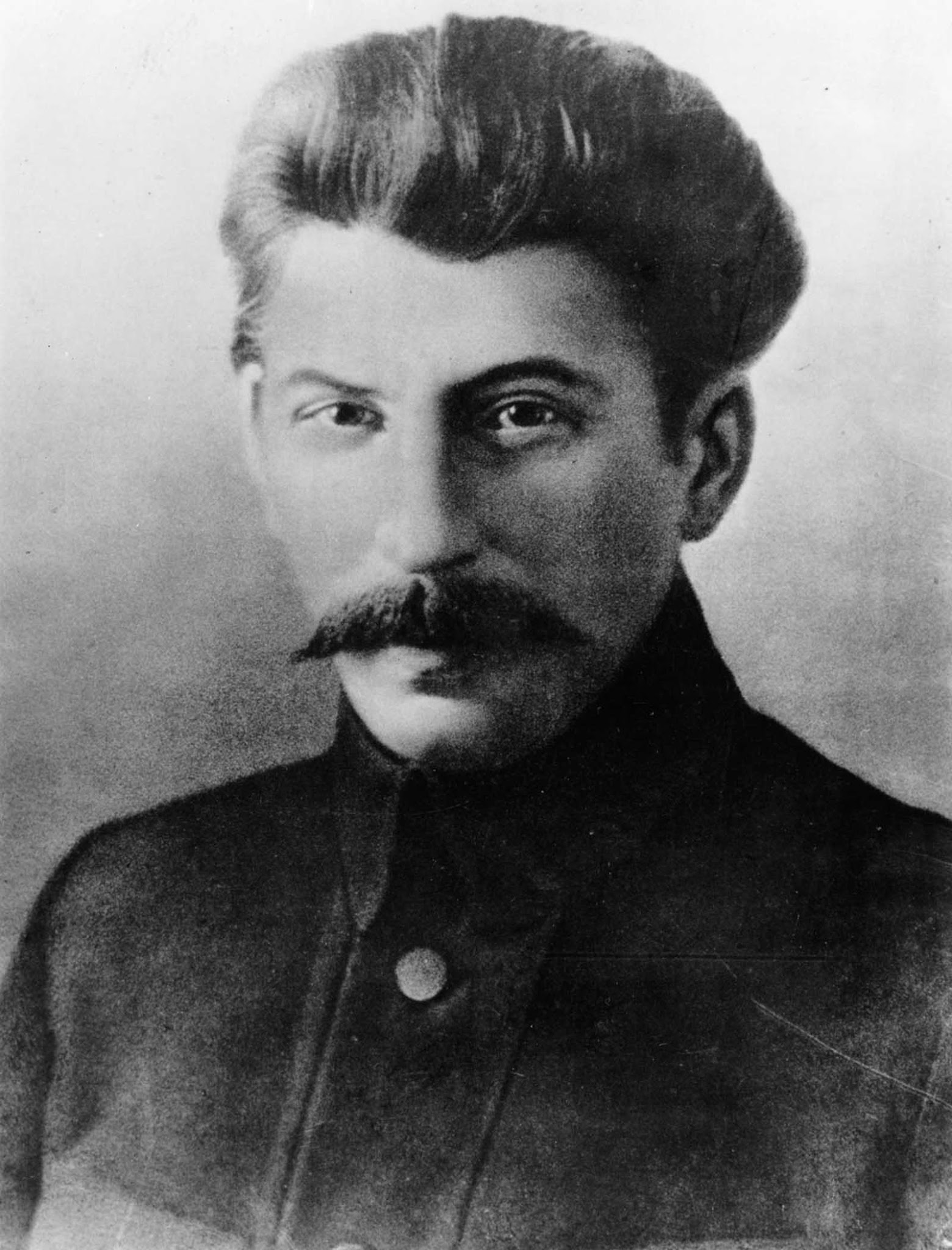
Joseph Staline en 1917.

Après la chute du tsarisme et l'abdication de Nicolas II lors de la révolution de Février 1917, première phase de la révolution russe, Staline, dès son retour de Sibérie le 12 mars 1917, prend en main la direction du Parti à Petrograd, ainsi qu’un poste de rédacteur à la Pravda. Il prône alors la politique du « soutien critique » au gouvernement provisoire d'Alexandre Kerenski, contrairement à Molotov, défenseur d’une politique hostile à ce gouvernement. Néanmoins, dès le retour d'exil de Lénine, il se range très rapidement aux Thèses d'avril. Celles-ci avancent l'idée que la tâche des bolcheviks est de préparer la révolution socialiste, seule à même, selon Lénine, de donner le pouvoir au peuple et d'arrêter la guerre. À l'été 1917, il est membre fondateur du Politburo avec Léon Trotski ; il commence alors à percevoir Trotski comme un obstacle à sa carrière. Il aide Lénine lors de sa fuite en Finlande, le dissimulant et l’escortant jusqu’à sa mise en sécurité.
Exécutant dévoué, Staline ne joue aucun rôle de premier plan dans la révolution d'Octobre mais il a l'habileté, depuis son adhésion, de s'aligner systématiquement sur les positions de Lénine. Cela lui permet bien plus tard de reprocher comme des crimes à ses camarades la moindre divergence antérieure avec Lénine. Il est également intermédiaire de nombre de communications de Lénine entre les deux révolutions ; en effet, les autres bolcheviks le considèrent moins intéressant pour la police.
Staline, d'origine géorgienne, est nommé « commissaire aux nationalités » dans le Conseil des commissaires du Peuple.

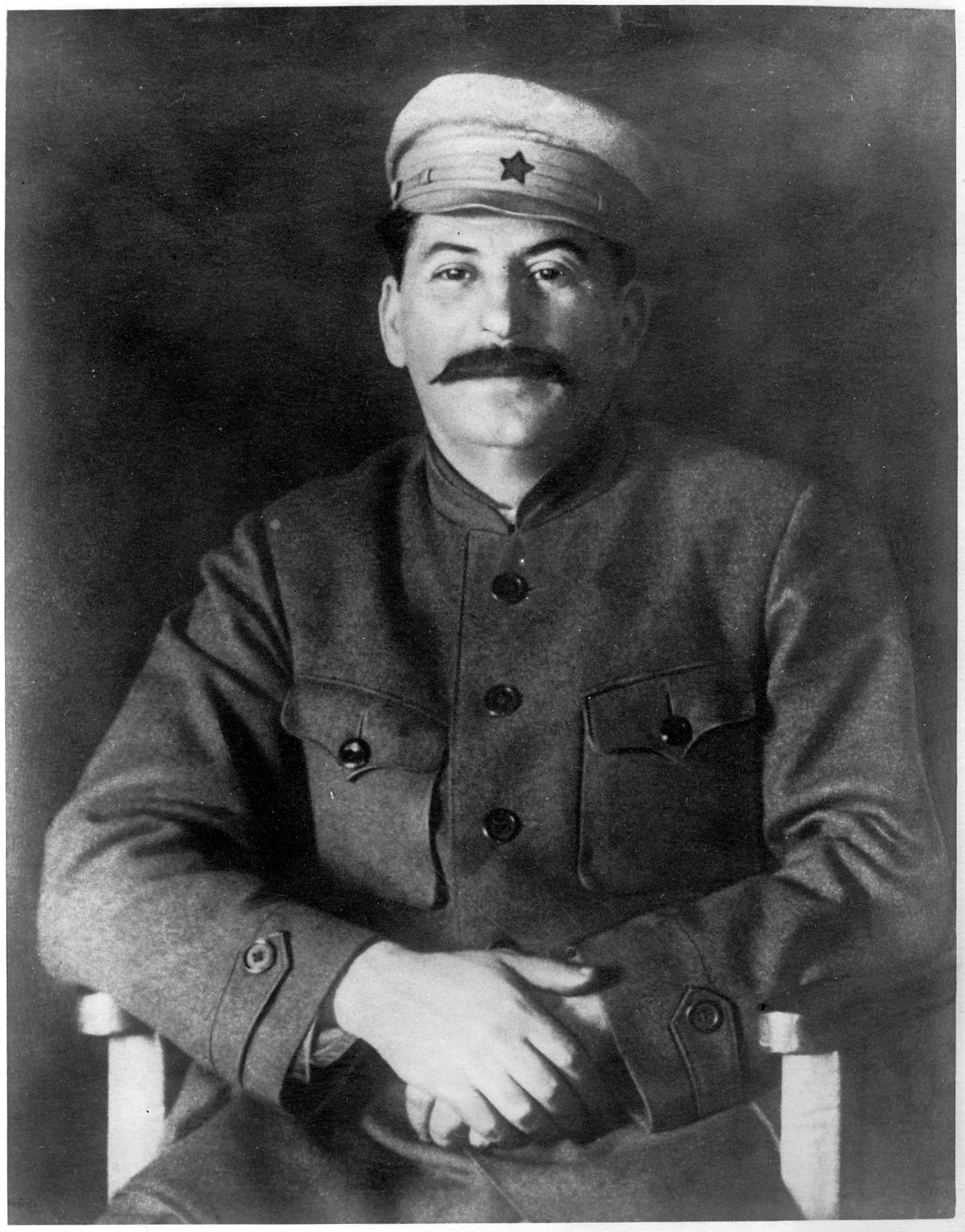
Joseph Staline en 1920.

Pendant la guerre civile russe, il est commissaire bolchevique à Tsaritsyne (future Stalingrad), se faisant remarquer par sa propension à attribuer à des « saboteurs » tous les problèmes rencontrés, par sa méfiance viscérale des « experts » et autres « spécialistes bourgeois » « recyclés » par le nouveau régime, méfiance qui ne le quittera jamais, et par son absence complète de sentiment lorsqu'il prend des mesures radicales et ordonne des exécutions en nombre. Il s'y heurte déjà à Léon Trotski, chef suprême de l'Armée rouge, qui défend le « recyclage » de ces spécialistes que Staline exécute dès qu’il en a l’occasion. Il prend le contrôle de l’Armée rouge engagée à Tsaritsyne, se confrontant ainsi de plus en plus souvent à Trotski.
C'est aussi à Tsaritsyne qu'il se forge un clan de fidèles qui l'aideront vers la marche au pouvoir : les chefs de la cavalerie rouge Kliment Vorochilov et Semion Boudienny en premier lieu, bientôt rejoints par des compatriotes du Caucase (Grigory Ordjonikidze), ainsi que d'autres responsables bolcheviques unis par la détestation de Trotski. Cet épisode lui vaut d’être remarqué à nouveau et rappelé à Moscou par Lénine, qui accorde une grande valeur à l’impitoyabilité dont Staline a fait preuve, en dépit du gâchis d’hommes en découlant. C’est lors de son retour à Moscou qu’il épouse Nadia.
Pendant la guerre civile, Staline noue des relations étroites avec la police politique, la Tcheka, notamment avec son fondateur et chef suprême, Félix Dzerjinski. Cette alliance avec la police, clé du futur régime stalinien, se renforce d'année en année : par exemple, Staline confie aux tchékistes la gestion et l'éducation de sa propre famille.
En 1920, nommé commissaire politique sur le front polonais, Staline refuse de transférer sa cavalerie au général Mikhaïl Toukhatchevski, faisant échouer la bataille de Varsovie et entraînant la défaite soviétique dans la guerre soviéto-polonaise. Staline fait payer cet échec à Toukhatchevski durant les Grandes Purges.
Bureaucrate laborieux et discret, Staline gravit silencieusement les échelons et devient secrétaire général du parti le 3 avril 1922, à la suite de manigances[non neutre] de Lénine et Lev Kamenev. Il transforme rapidement cette fonction, à l’origine administrative, en fonction la plus importante du pays.
Cette même année 1922, avec son compatriote Grigory Ordjonikidze et profitant de son nouveau poste de secrétaire général, Staline planifie l'invasion de leur pays d'origine, la Géorgie, dont le gouvernement menchevik était régulièrement élu et l'indépendance internationalement reconnue, y compris par Moscou. Les violences qui accompagnent ce rattachement forcé à l'Union soviétique provoquent la colère impuissante de Lénine, dont la santé se dégrade rapidement.[réf. nécessaire]

### NEP, mort de Lénine et éviction de Trotski

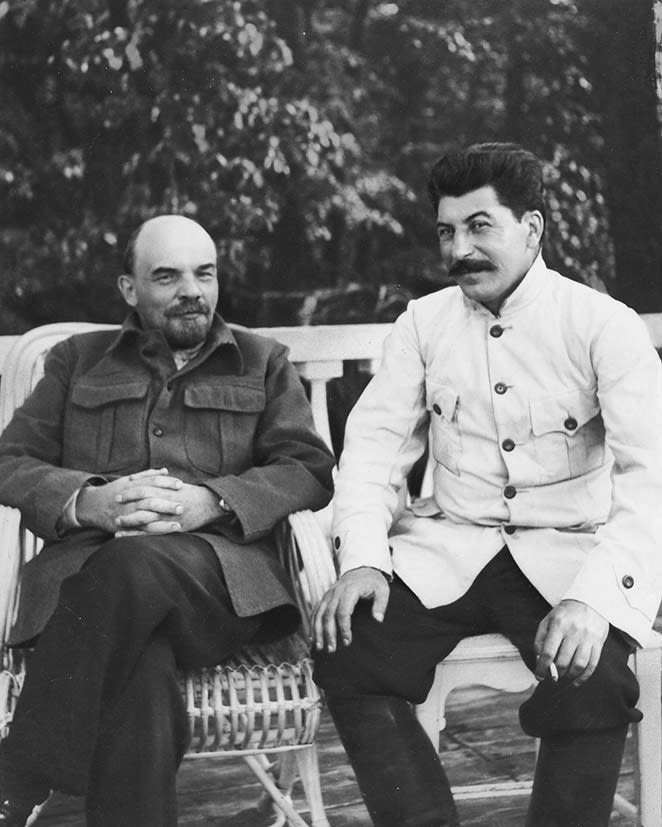
Staline pose avec Lénine qui se remet d'un accident vasculaire cérébral en septembre 1922.

Pour parvenir au pouvoir suprême, Staline s'appuie sur la bureaucratie naissante, sur la police, sur son clan de fidèles et sur un jeu habile d'alliances successives avec les diverses factions au sein du Parti. Pendant la guerre civile, Lénine apprécie Staline comme un exécutant efficace et discipliné, qui lui a assuré que « [sa] main ne tremble[rait] pas », mais leurs relations politiques et personnelles se dégradent sensiblement en 1922-1923. Face à la dégradation de son état de santé, le Politburo enjoint à Lénine de ne pas travailler plus de dix minutes par jour. Il est, en réalité, presque captif de Staline : il ne reçoit plus d'information, ses médecins sont circonvenus, ses secrétaires intimidées, etc. Lorsque Lénine tente de travailler davantage, Staline tance vertement Nadejda Kroupskaïa, l'épouse de Lénine, l’insultant et la menaçant de trouver une autre épouse à Lénine. Il tient également des propos méprisants sur elle devant ses camarades : « Pourquoi devrais-je me mettre sur mes pattes de derrière pour elle ? Coucher avec Lénine ne garantit pas automatiquement la compréhension du marxisme-léninisme. Juste parce qu’elle se sert des mêmes toilettes que Lénine… ».

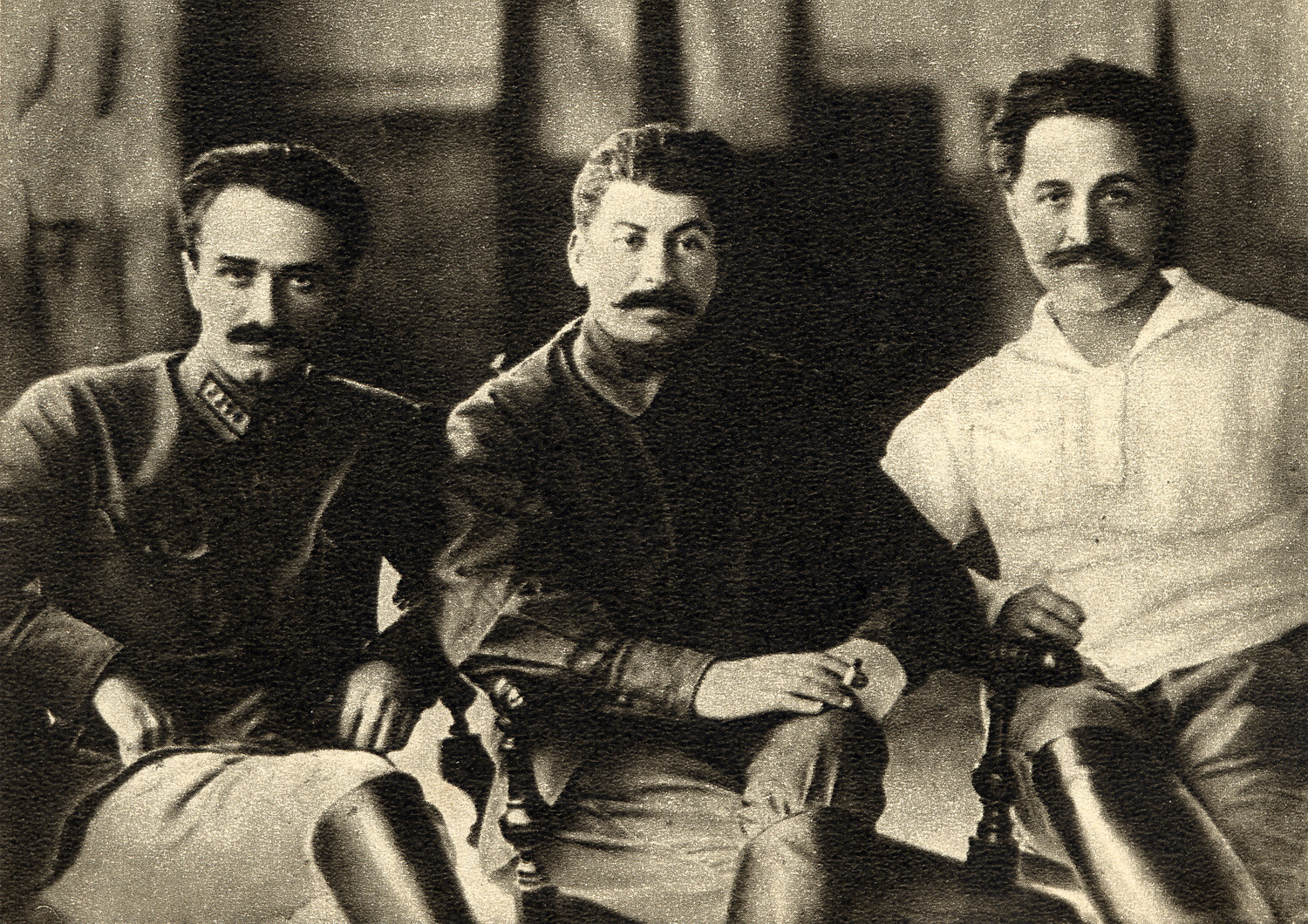
Joseph Staline entouré de ses alliés Anastase Mikoïan et Grigory Ordjonikidze à Tbilissi en 1925.

Avant la mort de Lénine en janvier 1924, Staline exerce déjà une autorité considérable. Sa fonction, apparemment technique, de secrétaire général du Comité central, sa qualité de membre du Politburo et de l'Orgburo, lui permettent de maîtriser un nombre croissant de leviers de pouvoirs, dont notamment la nomination de cadres du Parti : il peut ainsi placer ses fidèles aux postes-clé de l'appareil. En apparence terne et peu porté aux discours théoriques brillants, c'est un intrigant qui tient durant des années le rôle du modéré, et laisse aux divers groupes le soin de s'invectiver et de se discréditer les uns les autres, tout en tissant sa toile.[réf. nécessaire] Maints vétérans du Parti, mais plus encore les nouveaux bureaucrates d'origine plébéienne qu'il promeut en nombre, se reconnaissent facilement en ce personnage d'apparence bonhomme, bon vulgarisateur, qui se tait à la plupart des réunions et fume tranquillement sa pipe entre deux paroles apaisantes. Il leur convient mieux qu'un Trotski solitaire et trop brillant, qui les critique âprement, et qui n'a pas su se tisser de réseaux dans un Parti qu'il n'a rejoint qu'en 1917.
Cependant, Lénine redoute le clivage entre Staline et Trotski, qui pourrait mettre à mal le Parti. Mais après la mort de Lénine, Staline empêche la publication du « testament de Lénine », dans lequel ce dernier écrivait : « Staline est trop brutal, et ce défaut parfaitement tolérable dans notre milieu et dans les relations entre nous, communistes, ne l’est pas dans les fonctions de secrétaire général. Je propose donc aux camarades d’étudier un moyen pour démettre Staline de ce poste et pour nommer à sa place une autre personne qui n’aurait en toutes choses sur le camarade Staline qu’un seul avantage, celui d’être plus tolérant, plus loyal, plus poli et plus attentif envers les camarades, d’humeur moins capricieuse, etc. ». En dépit des vœux de Lénine et de sa famille, Staline le sacralise, le faisant embaumer et installer dans un mausolée provisoire sur la place Rouge.
En 1924 au 5e congrès de l'Internationale communiste, Trotski perd son siège au Kominterm au profit de Staline. En 1924-1925, allié de Kamenev et de Zinoviev, Staline évince progressivement Trotski du gouvernement.

### Éviction des derniers opposants

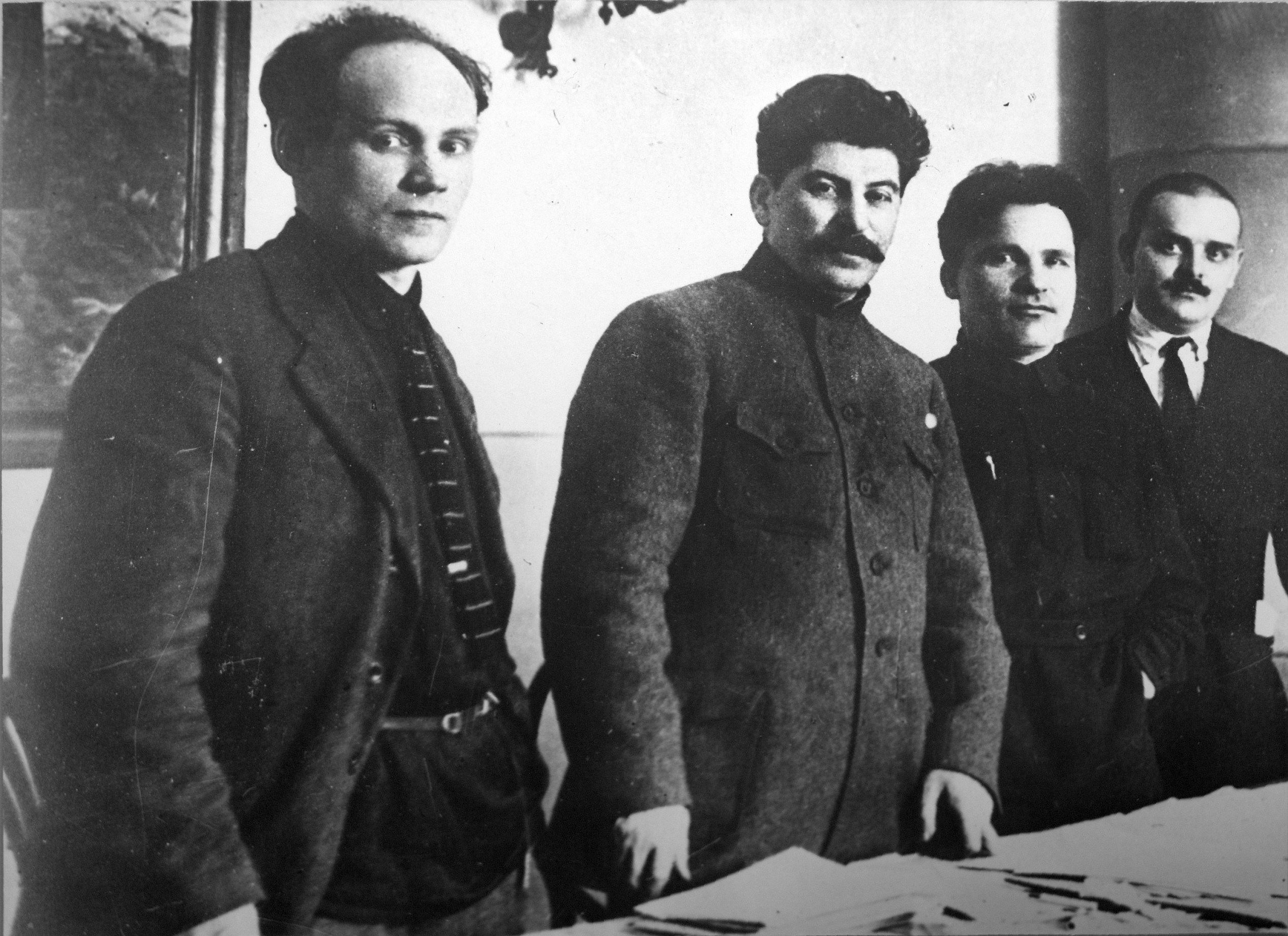
Staline entouré d'Antipov, Kirov et Chvernik en 1926.

En 1926, allié à la droite du parti, regroupée autour de Boukharine, il fait écarter du Politburo et du Komintern Trotski, Zinoviev et Kamenev, réconciliés entre-temps.
Ayant battu l'opposition de gauche, il se retourne en 1928-1929 contre l'opposition de droite, qui avait notamment critiqué ses méthodes de réquisition de céréales pour lutter contre le manque de grain. Il chasse Boukharine et Rykov, respectivement de la tête du Komintern et du gouvernement. En 1929, Staline fait exiler Trotski d'URSS et achève d'installer ses hommes à tous les postes-clés. La célébration en grande pompe de ses cinquante ans, le 21 décembre 1929, marque aussi les débuts de la mise en place d'un culte de la personnalité.

## Pouvoir absolu et Stalinisme (1929-1953)

### Prise de pouvoir et «grand tournant»
Staline ayant pris la succession de Lénine, il abandonne peu à peu la direction collégiale pour progressivement imposer, en s'appuyant sur la bureaucratie née lors de la guerre civile, un régime totalitaire. Le pouvoir oligarchique absolu est mis en place progressivement. Le processus est achevé à la fin des années 1930.
Considérant que c'est sous les formes nationales de la lutte prolétarienne que l'on peut défendre avec succès les intérêts internationaux du prolétariat (« La théorie léniniste de la révolution est en même temps la théorie du développement de la révolution mondiale »), ce qui en amène certains à estimer qu'il fut peu porté sur l'internationalisme, Staline désigne sa politique sous le nom de « marxisme-léninisme » et de « socialisme dans un seul pays ». Presque jamais sorti de Russie, méprisant envers le Komintern (« la boutique »), il ne croit pas à une révolution mondiale qui n'en finit pas de se faire attendre et veut compter sur les seules forces de l'Union soviétique. Il ne croit plus non plus à une NEP qui n'en finit pas d'agacer les planificateurs, tant à cause de ses externalités (la « crise des ciseaux ») que de son caractère non orthodoxe au regard de l'idéologie marxiste. Hanté comme tous les bolcheviks par la possibilité d'une prochaine confrontation avec les pays capitalistes, il veut accélérer à tout prix la modernisation industrielle pour s'y préparer. C'est le sens de son fameux discours au XVIe congrès du Parti (juin 1930) où il martèle que « chaque fois que la Russie a été en retard, nous avons été battus ». D'où, à partir de fin 1928, la priorité absolue que Staline accorde à l'accumulation du capital par pressurisation de la paysannerie (jusque-là ménagée par la NEP), au développement « à toute vapeur » des moyens de production et de l'industrie lourde.
Entre 1929 et 1933, Staline met en place la « collectivisation » des terres. Il livre en fait ce qui est peut-être considéré comme la dernière guerre paysanne de l'histoire européenne. En 1934, l'objectif est atteint, mais à un prix exorbitant :
- la moitié du cheptel a été abattue sur place par les paysans ;
- les riches terres à blé d'Ukraine et d'autres régions ont été ravagées par la famine de 1932-1933 — entre quatre et dix millions de morts selon les estimations[Note 8],[38] — que Staline n'a rien fait pour empêcher, en admettant qu'il ne l'a pas délibérément provoquée ;
- fuite anarchique de 25 millions de campagnards vers des villes vite surpeuplées ;
- plus de deux millions de prétendus koulaks, paysans supposés « riches », déportés par familles entières en Sibérie et abandonnés sur place à leur sort[39]…

Le système des kolkhozes et des sovkhozes permet à l'État d'acheter à vil prix les récoltes et de financer l'industrialisation. Mais devant la résistance passive des paysans, systématiquement sous-productifs, Staline leur concède un lopin privé de terre en 1935 : à la fin de la décennie, ces derniers produisent 25 % des récoltes sur 3 % des terres, la majorité des fruits et légumes d'URSS ainsi que 72 % du lait et de la viande. La Russie, premier exportateur de céréales du monde sous les tsars, devient pays importateur. À Winston Churchill, Staline dira que la collectivisation représenta pour lui une épreuve « pire que la guerre ». Selon Anne Applebaum, si Staline a brisé la continuité de l'histoire russe, c'est bien dans les campagnes.
À partir de 1929, l'importance du GOSPLAN (Государственный плановый комитет, créé par Lénine — décret du Conseil des Commissaires du Peuple en date du 21 février 1921) s’accroît en raison de l'organisation de la planification économique sur une base désormais quinquennale. Cet organisme d'État rigide est chargé de la mise en place et de l'exécution de cette planification impérative et très ambitieuse. Le premier plan quinquennal (1929-1933) fait de l'URSS de Staline un pays productiviste vivant dans l'obsession d'accomplir et de dépasser des normes de production toujours rehaussées. Staline rétablit le salaire aux pièces et le livret ouvrier, allonge la journée de travail, encourage la naissance d'une nouvelle aristocratie ouvrière en patronnant le mouvement stakhanoviste (1935) et fait punir d'envoi au Goulag tout retard répété de plus de 10 minutes. En quelques années, le pays change radicalement d'aspect et se couvre de grands travaux en partie réalisés par la main-d'œuvre servile du Goulag : métro de Moscou, villes nouvelles, canaux, barrages, énormes usines… Mais le prix est tout autant démesuré : gouffre financier, inflation, gaspillages, travaux bâclés à l'origine du « mal-développement » dont l'URSS périra en 1991. Le sacrifice délibéré des industries de consommation et la pression exercée sur la classe ouvrière font que sous le Premier Plan, le niveau de vie des ouvriers soviétiques baisse de 40 %.
À partir de 1934, un tournant réactionnaire est également effectué dans le domaine des mœurs : culte de la « famille socialiste », retour de l'interdiction de l'avortement et de la répression de l'homosexualité, alors que la révolution avait apporté dans ces domaines une « libéralisation » tant par rapport à la situation antérieure que par rapport aux pays occidentaux. Staline restaure aussi le titre de maréchal, revient au nationalisme grand-russe, à l'académisme dans l'art, à la libre consommation de la vodka. Enfin, en 1935, Staline ramène l'âge limite pour la condamnation à mort à douze ans.
Certains marxistes se réclamant de Lénine s'opposent alors au « marxisme-léninisme » de Staline : les trotskistes dénoncent la dictature à l'intérieur du Parti, les bordiguistes dénoncent la politique économique de Staline comme une forme de capitalisme d'État (analyse partagée par les « décistes » du groupe Sapronov). Des organisations communistes anti-staliniennes se créent à partir des années 1920. L’Opposition communiste internationale est créée en 1930.
Au XVIIe Congrès du PCUS, dit Congrès des Vainqueurs (février 1934), les pires difficultés du Grand Tournant semblent passées. Le nom de Staline est acclamé et cité plusieurs dizaines de fois dans chaque discours. Lui-même multiplie les signes d'apaisement envers les anciens opposants et de libéralisation pour la société soviétique. Mais il mesure aussi la persistance sourde des critiques à son encontre : il n'est réélu au Comité central qu'en dernier de la liste, son nom étant rayé plus d'une centaine de fois. Le but des Grandes Purges sera notamment d'anéantir les dernières potentialités de résistance au sein du Parti et de la population. De 1936 à 1938, les procès de Moscou sont montés pour éliminer les vieux bolcheviks s'opposant ou s’étant opposés à Staline. Trotski sera par ailleurs assassiné en 1940 au Mexique par Ramon Mercader, un militant communiste espagnol devenu agent du NKVD.

### Grandes Purges, refondation définitive du pouvoir de Staline

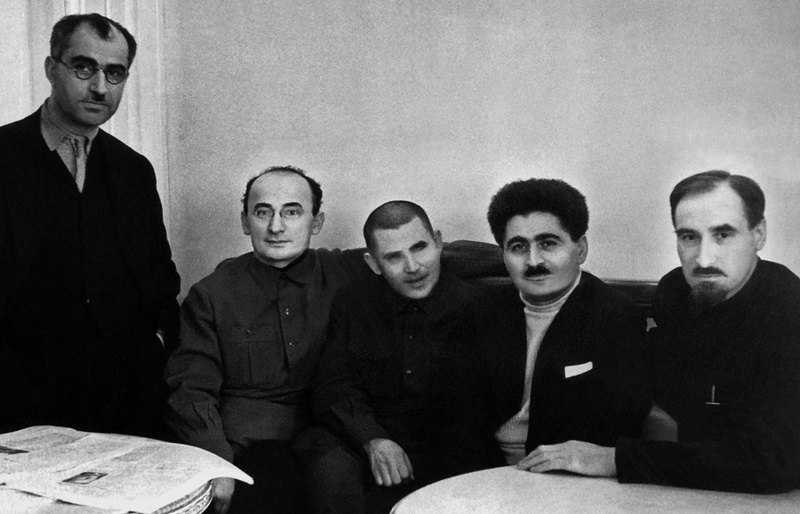
Baghirov, Beria, Iejov, Khanjian et Eikhe en 1934. Les trois derniers seront exécutés pendant ou à la suite des Grandes Purges, les deux premiers après la mort de Staline.

En décembre 1934, Sergueï Kirov, chef du Parti à Leningrad, est assassiné. Or, Kirov était, à ce moment-là, le plus populaire des dirigeants soviétiques et celui élu avec le plus grand nombre de voix au Comité central. Il constituait dès lors une alternative potentielle au poste de secrétaire général occupé par Staline (le plus mal élu de tous les candidats). Par cette élimination, ce dernier faisait d'une pierre deux coups : il éliminait son concurrent le plus plausible et pouvait se servir de la réprobation publique pour monter une campagne de purges dans le Parti et à l'extérieur dans les années suivantes. La grande terreur stalinienne commence le soir même alors qu'il fait promulguer un décret suspendant toutes les garanties de droit et rendant sans appel les sentences de mort prononcées par les juridictions spéciales du NKVD. Il débarque en personne à Leningrad et en fait déporter des milliers d'habitants.
En août 1936, le premier des trois procès de Moscou engage la liquidation physique de la vieille garde bolchevique. Staline se débarrasse définitivement de ses anciens rivaux des années 1920, déjà vaincus politiquement depuis longtemps.
Au-delà, il entreprend de remplacer ceux qui l'ont soutenu et aidé dans les années 1920-1930 par une nouvelle génération de cadres. Les jeunes promus de la « génération de 1937 » (Khrouchtchev, Beria, Malenkov, Jdanov, Brejnev, etc.) n'ont connu que Staline et lui doivent tout. Ils lui vouent un culte sans réserve, là où la précédente génération voyait davantage en Staline son patron ou un primus inter pares qu'un dieu vivant, et n'hésitait pas à le critiquer parfois avec loyauté mais franchise. Entre 1937 et 1939, Staline planifie l'élimination de la moitié du Politburo, des trois quarts des membres du Parti ayant adhéré entre 1920 et 1935, etc. La Terreur n'épargne aucun organisme : des coupes claires frappent les divers ministères, Gosplan, Komintern, Armée rouge et même à terme l'encadrement du Goulag et les policiers du NKVD. Le commissaire du Peuple à l'intérieur ayant lancé les Purges, Guenrikh Iagoda, est arrêté en 1936 et exécuté sous ordre de son successeur Nikolaï Iejov, qui connaît ensuite le même sort.
Les Grandes Purges permettent également à Staline d'éliminer radicalement tous les éléments socialement suspects et tous les mécontents suscités par sa politique. Alors que les tensions diplomatiques s'accumulent en Europe depuis l'avènement d'Adolf Hitler, et que le déclenchement de la guerre d'Espagne en juillet 1936 fait craindre l'irruption d'un nouveau conflit général, Staline entend éliminer tout ce qui pourrait constituer une « cinquième colonne » de l'ennemi en cas d'invasion. Une série d'opérations frappe par centaines de milliers les dékoulakisés appauvris par la collectivisation, les vagabonds et marginaux engendrés par cette dernière, les anciens membres des classes dirigeantes et leurs enfants, tous les individus entretenant ou ayant entretenu des relations avec l'étranger (corps diplomatique, anciens combattants d'Espagne, agents du Komintern, et, ainsi que le montre Robert Conquest, jusqu'aux espérantistes, aux philatélistes et aux astronomes ![réf. souhaitée]).
À plus court terme, Staline fournit aussi à la population des boucs émissaires aux difficultés du quotidien, en rejetant tout le mal sur une pléthore de « saboteurs ». Il règle ses comptes avec les techniciens et les spécialistes compétents, qui ont souvent osé contredire ses directives et ses objectifs irréalistes et dont il se méfie depuis toujours en raison de leur faible présence au Parti ; il les remplace par une génération de nouveaux spécialistes issus des couches populaires et qui, formés sous le Ier Plan, n'ont connu que la révolution et son régime. Il brise aussi les réseaux clientélistes et les fiefs géographiques ou ministériels que se sont constitués les membres du gouvernement et du Politburo, ou bien, à tous les échelons, les responsables du Parti et les chefs de Goulag. Il entretient plus largement une atmosphère de suspicion généralisée qui brise les solidarités amicales, familiales ou professionnelles.
Pareillement, Staline considère que les minorités nationales frontalières sont par définition suspectes : aussi ordonne-t-il la déportation de centaines de milliers de Polonais et de Baltes, ou le transfert en Asie centrale de 170 000 Coréens. Mais c'est aussi la sédentarisation forcée des populations nomades, notamment au Kazakhstan, qui se solde par un désastre démographique et la perte de nombreuses traditions culturelles.
Le principe totalitaire de la responsabilité collective défendu par Staline fait que la « faute » d'un individu s'étend à son conjoint, à ses enfants, à sa famille entière, à tout son réseau d'amis et de relations. Par exemple, le 5 juillet 1937, le Politburo ordonne au NKVD d'interner toutes les épouses de « traîtres » en camp pour 5 à 8 ans, et de placer leurs enfants de moins de 15 ans « sous protection de l’État ». Ordre qui conduit à arrêter 18 000 épouses et 25 000 enfants, et à placer près d'un million d’enfants de moins de 3 ans dans des orphelinats.
Par ailleurs, les familles des plus proches hommes de confiance de Staline (Molotov, Kaganovitch, Kalinine, etc.) sont elles-mêmes frappées par les purges. Le meilleur ami de Staline, Grigory Ordjonikidze, qui s'est montré hostile devant lui à la purge des cadres de l'industrie, voit son frère fusillé et se suicide en signe de protestation (février 1937). La famille même de Staline n'est pas épargnée par la Terreur, avec la disparition et l'exécution de ses proches parents Maria Svanidze, Pavel Allilouiev, Stanislas Redens…
En 1939, à l'arrêt des Grandes Purges — autrement appelée la Grande Terreur d'autant que, selon les calculs de Nicolas Werth, elles ont frappé à 94 % des non-communistes — Staline a éliminé les dernières sphères d'autonomie dans le parti et la société, et imposé définitivement son culte et son pouvoir absolu. Il a pris ce faisant le risque de désorganiser gravement son armée et son pays, alors même que la guerre approche.

### Politique extérieure

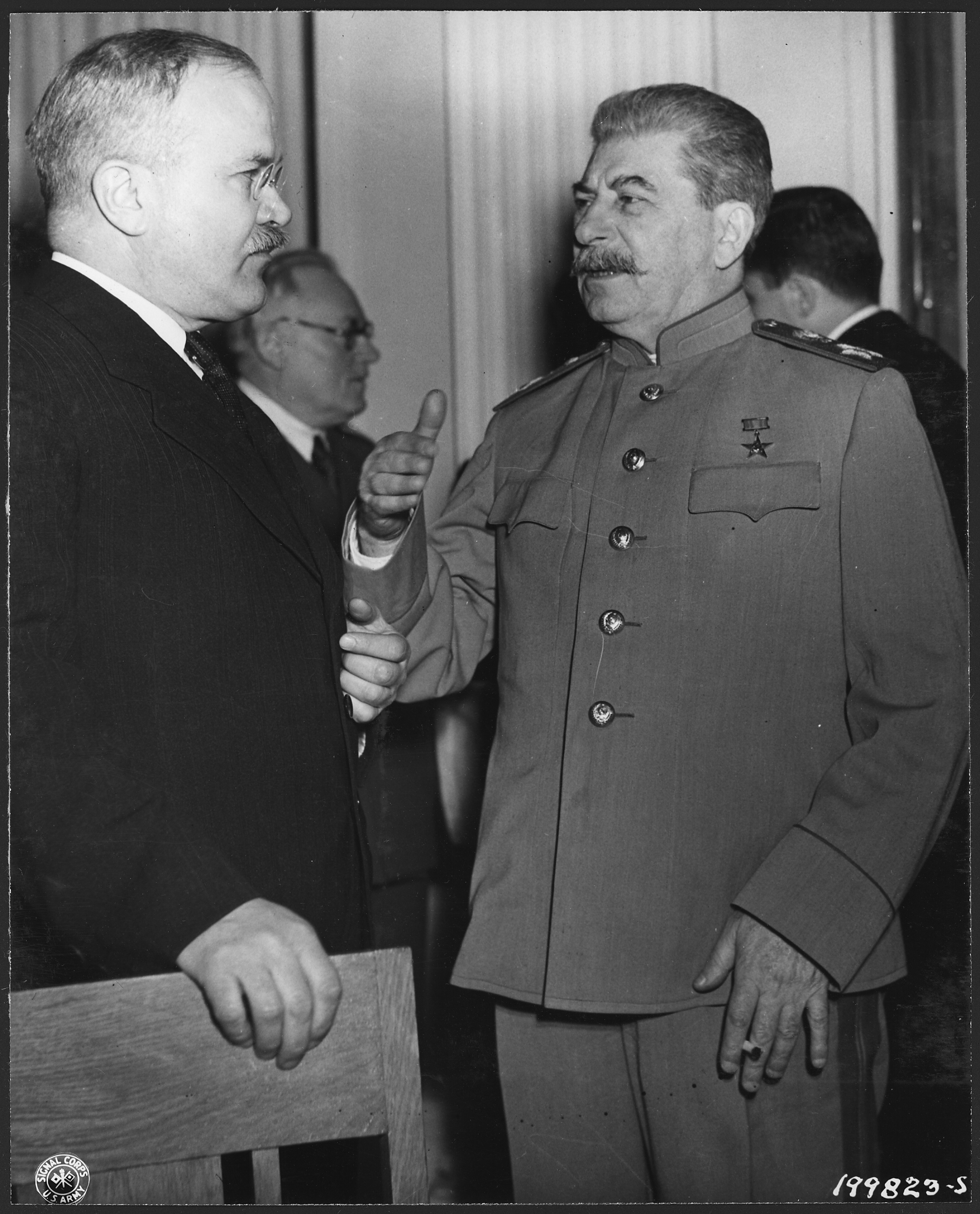
Molotov et Staline (à droite).

Dans les années 1930, la politique extérieure de Staline est à géométrie variable.
Tout d’abord, lors du VIIe congrès du Komintern en août 1928, il impose la politique « classe contre classe » aux partis communistes. La social-démocratie, qu'il a qualifiée d'« aile modérée du fascisme », est considérée comme l'ennemi prioritaire, et toute entente même tactique avec elle est prohibée. Cette politique conduit le Parti communiste français à son pire isolement de l'entre-deux-guerres et à une chute électorale notable. Elle facilite surtout l'accès au pouvoir d'Adolf Hitler en Allemagne. En mars 1933, alors que la destruction de la république de Weimar est presque achevée et que les communistes allemands prennent en nombre le chemin des camps de concentration, le KPD clandestin et le Komintern répètent inlassablement que les événements démontrent la justesse des attaques contre la social-démocratie et la nécessité de les poursuivre sans changement.
Staline pensait d'abord que l'expérience Hitler ne durerait pas : « Après lui, ce sera nous ». Mais le régime nazi se consolide, et une menace militaire réelle plane désormais sur l'URSS. Dès lors, à partir de juin 1934, Staline se ravise et lance une politique d’alliance des partis communistes avec des « partis bourgeois » pour tenter de faire reculer le fascisme et le nationalisme. Il rapproche parallèlement l'Union soviétique des États occidentaux, ce qui a pour conséquence l’entrée tardive de l’URSS dans la SDN (1934) ou la conclusion du pacte d'assistance franco-soviétique lors de l'entrevue Laval-Staline (mai 1935). C’est ainsi que le Front populaire peut se constituer en France et en Espagne et qu’en Chine, le 22 septembre 1937, Tchang Kaï-chek s’accorde avec Mao Zedong contre l'impérialisme du Japon et signe un pacte de non-agression avec l’URSS. Au niveau intérieur, Staline s'efforce de se montrer plus libéral en faisant promulguer la « constitution stalinienne » de 1936, annoncée comme « la plus démocratique du monde », en signe d'ouverture envers l'Occident.
Pendant la guerre d'Espagne Staline est à partir de fin octobre 1936 le seul chef d'État à intervenir officiellement aux côtés de la République espagnole, menacée par Franco aidé de Hitler et Mussolini. Mais s'il envoie des chars, des avions et des conseillers, il en profite aussi pour faire main basse sur l'or de la banque d'Espagne, freiner sur place le mouvement révolutionnaire tout en satellisant le gouvernement espagnol, et faire liquider physiquement de nombreux anarchistes, trotskistes et marxistes dissidents du POUM.

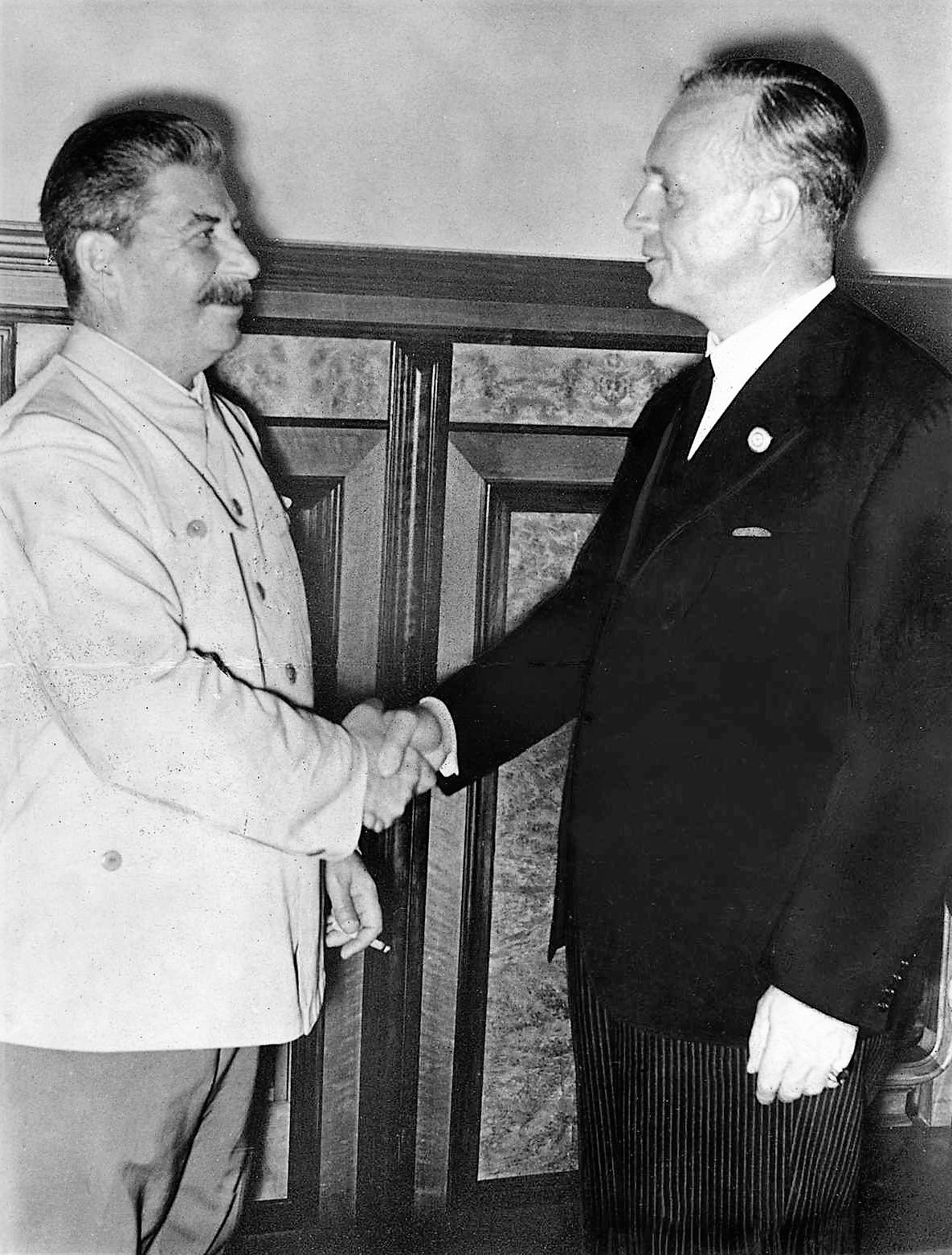
Ribbentrop et Staline (à gauche) lors de la signature du pacte de non-agression.

Des documents du Komintern montrent cependant que même dans ces années où il fait figure d'allié des démocraties, Staline n'a pas renoncé à l'espoir secret d'un pacte avec Hitler, qui mettrait à l'abri l'URSS et lui garantirait en outre des bénéfices territoriaux. Il fait régulièrement modérer les attaques de la presse contre le régime nazi, ou tente quelques sondages secrets à Berlin. Les procès de Moscou et les purges qui meurtrissent l'Armée rouge troublent les démocraties occidentales, où l'anticommunisme reste très fort, et les font douter des capacités militaires soviétiques.
En 1938, Staline est furieux que son pays n'ait pas été convié à la conférence qui décide des accords de Munich (30 septembre) et craint une entente des Occidentaux avec Hitler contre l'URSS. Staline fait clairement savoir à Berlin, début 1939, que Moscou se liera au plus offrant.
Le 12 août 1939, les plénipotentiaires de la France et du Royaume-Uni sont en visite en URSS afin de tenter – bien tardivement et sans conviction – de refonder l’alliance de 1914, après avoir refusé à de nombreuses reprises des propositions similaires faites auparavant par Staline. Staline dénonce une absence de réelle volonté des démocraties occidentales de combattre Hitler et signe, le 23 août 1939, le pacte germano-soviétique. Un protocole secret prévoit le partage de l'Europe centrale en « zones d'influences » et les relations économiques entre l'Union soviétique et l'Allemagne nazie sont très fortement accrues permettant à Berlin d'accumuler des stocks vitaux de matières premières. Il gagne alors de l'espace et du temps, mais moins que prévu du fait de la rapide défaite de la France à l'ouest, qu'il interprète comme l'intégration de celle-ci à la puissance nazie.

### Seconde Guerre mondiale

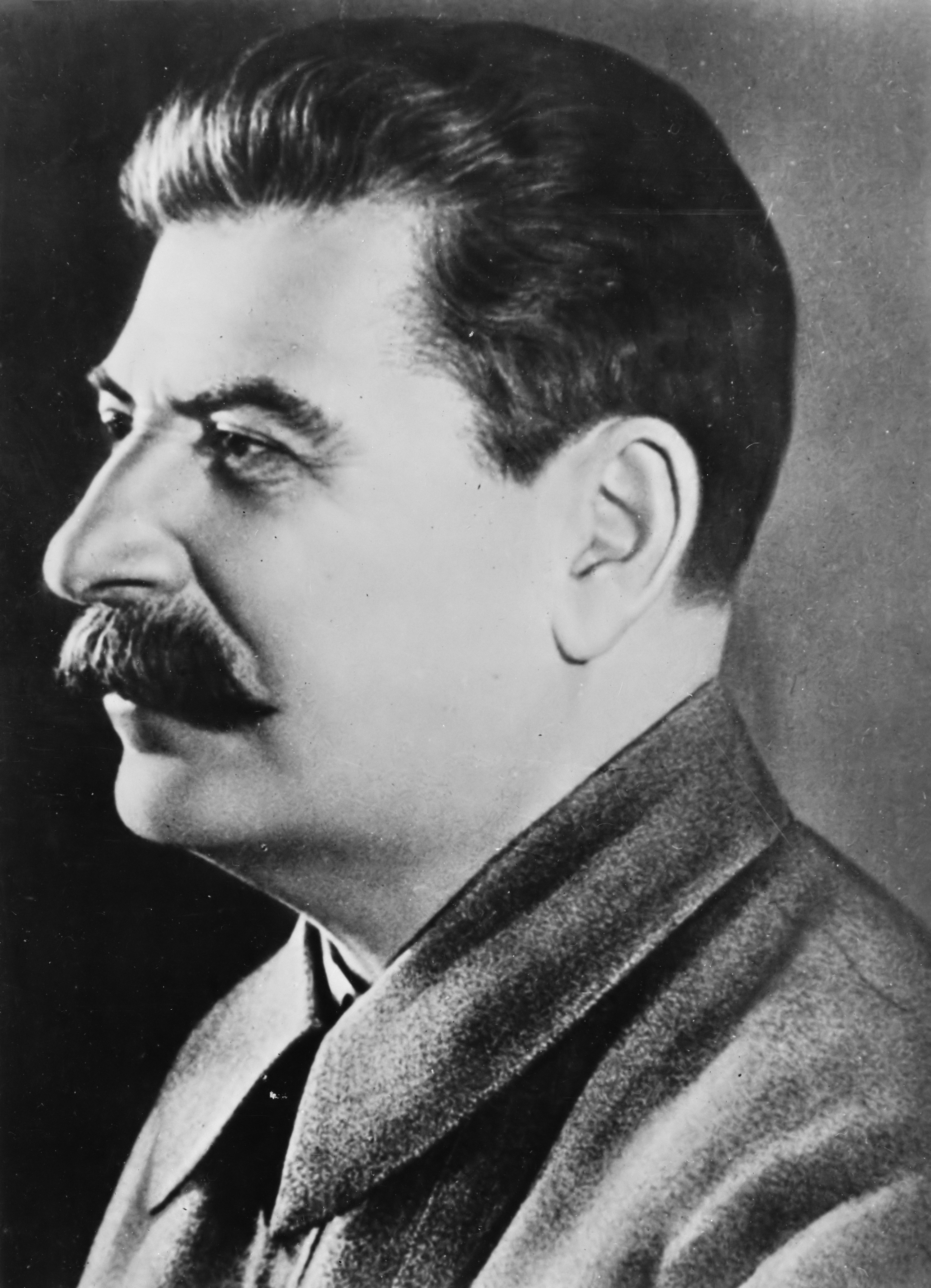
Staline vers 1942.

Avant le début de la Seconde Guerre mondiale en Europe, l'URSS remporte deux batailles de frontières contre le Japon : la bataille du lac Khassan en 1938, puis la bataille de Khalkhin Gol en Mongolie en 1939. Le 17 septembre 1939, les troupes de Staline entrent en Pologne — jusqu'à sa frontière orientale actuelle — et prennent à revers l'armée de ce pays qui se défend face à l’invasion nazie sur sa frontière occidentale, en cours depuis deux semaines. Le 30 novembre, l'armée soviétique attaque la Finlande et, après des échecs spectaculaires et inquiétants, parvient à la faire plier en mars 1940, sous le nombre des assaillants.
Le 5 mars 1940, Staline fait contresigner par le Politburo son ordre d'exécuter sommairement plus de 20 000 officiers et notables polonais capturés, qui seront en particulier enterrés près de Katyń.
En juin 1940, Staline annexe les États baltes, puis en août la Bessarabie roumaine, érigée en république socialiste soviétique de Moldavie. La terreur et la soviétisation accélérée s'abattent aussitôt sur ces territoires. Elles se traduisent par la déportation de plusieurs centaines de milliers d'habitants et le meurtre d'une partie des élites locales.
Staline respecte scrupuleusement les conditions du pacte germano-soviétique. Jusqu'à la nuit du 21 au 22 juin 1941, il livre ponctuellement et à crédit les céréales et des matières premières dont le Reich a besoin. Il livre aussi à la Gestapo plusieurs dizaines de communistes allemands réfugiés à Moscou.
Le pacte d'alliance prend fin le 22 juin 1941 avec l'invasion de l'URSS par la Wehrmacht.
Les récits de Nikita Khrouchtchev et d'Anastase Mikoïan affirment qu'après l'invasion, Staline s'est retiré dans sa datcha avec désespoir pendant plusieurs jours, se tenant à l'écart du pouvoir, paralysé par le déclenchement du conflit. Mais, certaines preuves documentaires d'ordres donnés par Staline contredisent ces récits, amenant des historiens tels que Roberts à spéculer que le récit de Khrouchtchev est inexact.
Les archives et les témoignages concordent aujourd'hui pour prouver qu'il reste à son poste nuit et jour pendant la première semaine d'invasion, et qu'il prend aussitôt des mesures radicales, avec un bonheur très inégal.
Ce n'est que le 28 juin, après cinq jours et cinq nuits presque sans repos, et un heurt mémorable avec le général Joukov qu'il part se reposer dans sa datcha.
Cependant, il n'est pas douteux que Staline ne s'est pas manifesté publiquement pendant les jours qui ont suivi le déclenchement de l'invasion, chargeant Molotov de lire un texte à la radio le 22 juin. De plus, le 29 juin, pour la première fois, aucune réunion n'était programmée au bureau de Staline au Kremlin. Molotov prend l'initiative de se rendre le 30 juin dans la datcha de Staline à Kountsevo avec Beria, Malenkov, Vorochilov, Mikoïan et Voznessenski et propose de concentrer le pouvoir entre 5 membres, Staline à sa tête, Molotov, Béria, Malenkov et Vorochilov dans un Comité d'État à la Défense GKO. Staline donne son accord et lance le 3 juillet à la radio un appel au peuple soviétique : « Camarades, citoyens, frères et sœurs, combattants de notre armée et de notre marine ! Je m'adresse à vous, mes amis ! […] Un grave danger pèse sur notre Patrie ! […] Notre cause est juste […] Ce n'est pas seulement une guerre qui se livre entre deux armées. C'est aussi la grande guerre du peuple soviétique contre les troupes fascistes allemandes », dans lequel, il s'adresse pour la première fois aux Soviétiques comme à des partenaires auxquels il demande de l'aide en utilisant les mots « frères et sœurs » à connotation religieuse.
Néanmoins, avant l’invasion nazie, Staline a refusé jusqu'au dernier moment de réagir aux rapports — de Trepper, Sorge et même Churchill — qui le prévenaient depuis de longs mois de l'imminence d'une invasion, allant même jusqu'à menacer de liquider ceux qui s'en faisaient écho avec trop d'insistance. Il semble s'être laissé paralyser par la hantise d'une provocation allemande, jugeant qu'une réaction préventive serait politiquement contre-productive : il se raccrochait désespérément à l'idée que l'année était trop avancée pour que Hitler commette la même erreur que Napoléon. De ce fait, les troupes soviétiques n'ont été mises en alerte que très tard — le 22 juin à 0 h, à la suite de l'ultime désertion d'un soldat allemand — et incomplètement, permettant par exemple que l'aviation allemande détruise partiellement l'aviation soviétique restée au sol. Le matin même du 22 juin, une partie de l'Armée rouge n'ose toujours pas ouvrir le feu, alors qu'une autre — à Brest-Litovsk — résiste âprement et parvient à tenir près de six semaines.
Les purges de l'avant-guerre, en particulier celle de 1937, ont profondément affaibli l'Armée rouge, puisque la quasi-totalité des généraux modernisateurs et compétents a disparu, ainsi que tous les amiraux : environ 90 % des cadres supérieurs de l'armée ont été éliminés, tandis que 11 000 officiers sur 70 000 ont été fusillés et 20 000 autres sont internés dans les camps du Goulag. De même, sur cinq maréchaux, seuls ont survécu les deux tenants inconditionnels de la cavalerie (dont l'incompétent Vorochilov), amis de toujours de Staline, mais ennemis jurés de l'arme blindée. L'effort de modernisation tenté in extremis avant l'invasion, de même que la réintégration de milliers d'officiers purgés sortis en loques du Goulag — comme le futur maréchal Rokossovski — ne peuvent empêcher les désastres initiaux.
Dans les premiers mois, l'armée soviétique perd des milliers de chars et d'avions, et laisse encercler d'immenses armées. Ainsi, l'URSS perd un million de km² et plusieurs millions de soldats qui se retrouvent prisonniers : en outre, les nazis les laissent mourir de faim et d’épuisement lors d’interminables marches[réf. nécessaire].
Cependant, en raison d’une invasion commencée trop tard, la Wehrmacht n'atteint pas la totalité de ses objectifs, même si elle avance très loin et avec des pertes limitées. De l'avis de ses historiens même les plus critiques, Staline démontre son sang-froid et son génie politique en s'adressant, dès le 3 juillet 1941 à ses « frères-et-sœurs » soviétiques, pour proclamer l'union sacrée de la nation dans la « Grande Guerre patriotique » et, surtout, en décidant de ne pas quitter Moscou menacée, à la surprise de ses proches. Sa présence galvanise les énergies et enraye un début de panique.
D'autre part, l'armée japonaise a abandonné toute velléité d'attaquer la Russie après ses défaites de 1939 : l'URSS en a eu confirmation par Richard Sorge. Ne craignant plus l'ouverture d'un second front en Extrême-Orient, les troupes sibériennes deviennent ainsi disponibles face aux Allemands au moment crucial de l'hiver 1941. Le 6 décembre 1941, l'Armée rouge stoppe des Allemands à bout de souffle parvenus à seulement 22 km de la capitale ; puis au cours de l'hiver, elle les repousse à plus de 200 km à l'ouest.
Après cet échec, l'armée nazie change d'objectif principal pour sa campagne de 1942 : elle souhaite prendre le contrôle du pétrole du Caucase, voire, ensuite, de celui du Moyen-Orient. Après un court succès, la Wehrmacht sort vaincue de la bataille de Stalingrad. La ville, au nom symbolique, devient l'objet de l'attention universelle. Entièrement détruite sous les bombes et par les combats de rue, 300 000 Allemands y périssent ou y sont faits prisonniers. La 6e armée allemande, encerclée, capitule début février 1943.
C'est le début du recul allemand. À la bataille de Koursk en été 1943, au cours de la plus grande confrontation de blindés de l'histoire, 500 000 hommes et 1 500 chars sont mis hors de combat. Du 28 novembre au 1er décembre 1943 il participe à la conférence de Téhéran, avec Winston Churchill et Franklin Delano Roosevelt, où les services secrets alliés découvrent l'opération Grand Saut, un projet d'assassinat des participants.
Après ses erreurs dramatiques de 1941, Staline a su faire progressivement un réel apprentissage militaire, et surtout accepter de laisser une plus grande autonomie à ses généraux : il ne se rend jamais en personne au front. Par ailleurs, vis-à-vis de la société soviétique, il desserre l'emprise du gouvernement, noue une trêve avec les Églises, met l'accent sur la défense de la patrie plutôt que sur la révolution. Cependant, son pouvoir absolu reste intact et même renforcé : chef du gouvernement depuis mai 1941, Staline se fait nommer commissaire à la Défense en août, « commandant en chef suprême » en juillet 1942, maréchal en 1943, généralissime en 1945. L'Internationale cesse d'être l'hymne soviétique pour être remplacée par un chant patriotique qui mentionne son nom. C'est aussi la nature totalitaire du gouvernement qui lui permet d'imposer une stratégie d'offensive à tout prix et d'attaque frontale de l'ennemi, très coûteuse en hommes, où les pertes humaines se dénombrent par millions : ce type de stratégie n’a plus cours en Occident depuis la fin de la Grande Guerre.
L'Ordre no 227, connu sous le slogan « Pas un pas en arrière ! » (Ни шагу назад!, Ni chagou nazad), est signé par Joseph Staline en date du 28 juillet 1942, agissant en tant que commissaire du Peuple à la Défense, visant à interdire toute retraite sur le champ de bataille (secret, il ne sera rendu public qu'en 1988). Pour obtenir « l'adhésion » totale de ses troupes, des équipes spéciales du NKVD sont chargées de mitrailler les soldats qui refluent vers l'arrière : cette technique a par exemple été expérimentée devant Moscou et à Stalingrad[réf. souhaitée]. De même, les prisonniers et leurs familles sont officiellement reniés et considérés comme des traîtres, tandis que des généraux et officiers de tout rang sont fusillés dès les premiers jours, boucs émissaires des erreurs du chef suprême qui avait déjà gravement purgé les chefs de son armée à la fin des années 1930. En pleine offensive allemande de 1941, Staline détourne aussi des forces importantes du front pour faire déporter intégralement les Allemands de la Volga, descendants de colons installés au XVIIIe siècle. En 1944, il fait déporter en totalité une dizaine de peuples — soldats décorés et militants communistes compris — sous la fausse accusation de collaboration avec les Allemands. Ainsi, en février 1944, 500 000 Tchétchènes, hommes, femmes, enfants et vieillards sont déportés en six jours seulement, un record historique jamais égalé.

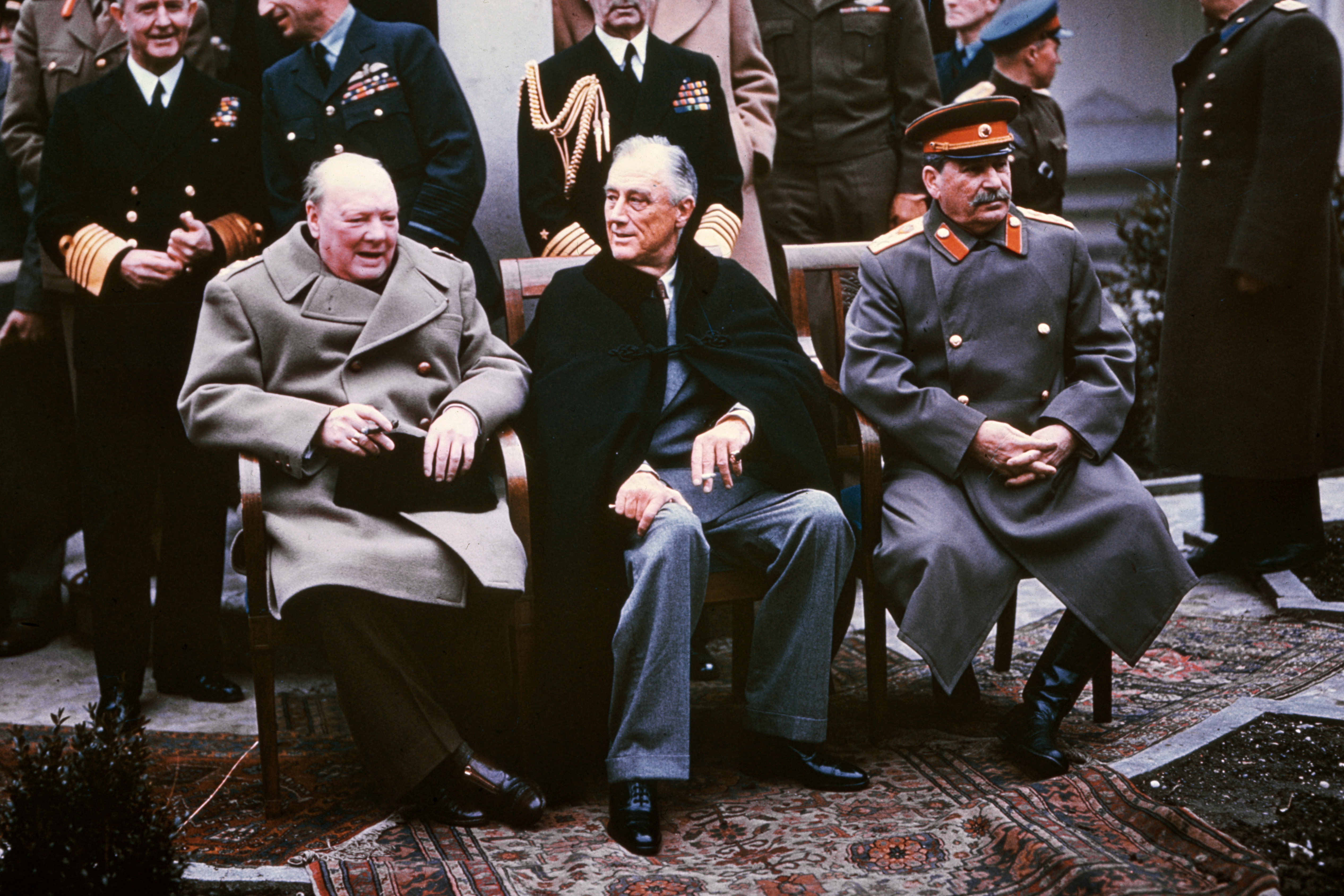
Les trois Grands Winston Churchill, Roosevelt et Staline (à droite) à la conférence de Yalta.

En 1944, Staline reconquiert le territoire soviétique. Arrivé devant Varsovie, il laisse les Allemands, regroupés autour de la capitale polonaise après l'offensive soviétique, écraser l'insurrection de la capitale polonaise, entre le 1er août et le 2 octobre 1944. S'il est vrai que l'offensive soviétique est à bout de souffle et que Staline n'a plus les moyens de franchir la Vistule, il refuse toutefois de parachuter des armes ou bien de laisser les avions occidentaux atterrir sur les aérodromes contrôlés par l'Armée rouge à proximité de la capitale polonaise. Ainsi, des centaines d'aviateurs alliés tentent désespérément de parachuter des armes aux insurgés et périssent lors d'allers-retours longs et dangereux entre l'Italie et la Pologne. De cette manière, Staline exprime sa volonté de laisser écraser une insurrection nationaliste qu'il ne contrôle pas et qui pourrait contrarier l'installation d'un gouvernement communiste allié de Moscou après la guerre.
Alors que les Alliés débarquent en Normandie et s'approchent des frontières occidentales de l'Allemagne, les Soviétiques qui affrontent dix fois plus de divisions nazies à l'est[réf. nécessaire] continuent leur progression vers le centre du Reich. Au total, la guerre à l'est aura permis de mettre hors de combat 80 % des effectifs de la Wehrmacht : sur 783 divisions allemandes disséminées sur tous les fronts, 607 sont anéanties sous les feux soviétiques[réf. nécessaire].
Goebbels avait énoncé l'un des objectifs idéologiques de la guerre à l'est : « La lutte contre le bolchevisme mondial est le but principal de la politique allemande ». Il faut ajouter à cela la volonté des Allemands de reconquérir ce qu'ils considèrent comme leur « espace vital » — le Lebensraum — et celle de réduire en esclavage les peuples slaves considérés comme des « sous-hommes » : des Untermenschen. En pratiquant une politique d'extermination contre les populations slaves et surtout juives, les nazis se sont eux-mêmes privés de la possibilité de bénéficier d’un soutien de la population soviétique parmi laquelle les mécontents de la dictature stalinienne étaient pourtant nombreux. Ils parviendront néanmoins à recruter un certain nombre de partisans, par exemple l'armée Vlassov, une division SS ukrainienne ; ainsi, des maquis anti-communistes subsisteront en Ukraine jusqu'à l'été 1946 et d’anciens SS ukrainiens rejoindront l'Armée insurrectionnelle ukrainienne — l'UPA — en lutte contre l'Armée rouge jusqu'en 1948, et dans une moindre mesure jusqu'en 1954 pour ses derniers éléments.
La victoire se paye au prix de millions de morts : environ 21 000 000 morts — 13 millions de civils et 8 millions de militaires — ; le total de 27 millions sera même annoncé à l'époque de la Perestroïka. Et ces millions de morts doivent être ajoutés aux autres millions tombés au cours des catastrophes humaines qui ont précédé depuis le début du XXe siècle : pertes de la Première Guerre mondiale, guerre civile, élimination des opposants, déportations dans des régions inhospitalières et famines, soit un total de l'ordre de 20 % de la population soviétique, et 12 % pour le seul second conflit mondial.
En comparaison, au cours de la Seconde Guerre mondiale, les États-Unis ne perdent que 0,2 % de leur population, et la France 1,5 % de la sienne.
En outre, les destructions matérielles en URSS sont gigantesques, les pires subies par un belligérant dans ce conflit.

### Après-guerre

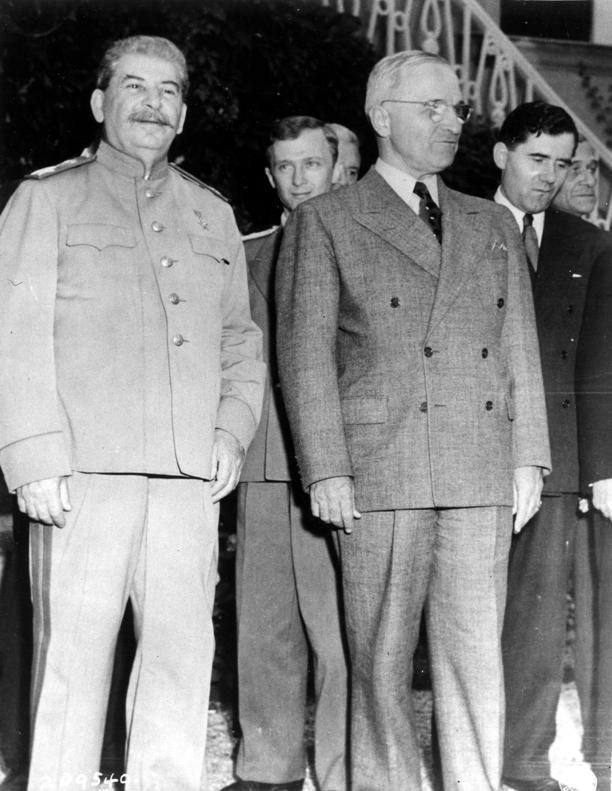
La conférence de Potsdam en juillet 1945 (Staline est à gauche).

Tous les témoignages concourent à montrer que lors de la victoire de 1945, la population espère conserver les espaces de liberté concédés pendant la guerre et ne pas revenir au système d'avant 1941. Mais au cours de l'été, Staline prend la décision de rétablir ce dernier à l'identique.
Les pays d'Europe de l'Est traversés sont placés sous le contrôle de l'URSS et y restent après la conférence de Yalta. Staline leur impose le modèle soviétique, notamment par le coup de Prague en 1948 et par la mise en place de gouvernements pro-soviétiques. En Tchécoslovaquie, le seul pays de la sphère soviétique dotée d'une tradition démocratique, le Parti communiste prend le pouvoir avec la bénédiction de Staline. Il crée en 1947 le Kominform, un rassemblement de partis communistes européens à l'image de l'Internationale et dirigée par le PCUS. Impuissant à empêcher la rupture soviéto-yougoslave (1948), Staline développe une campagne intense contre Tito, qu'il avait épargné au moment des Grandes Purges, et multiplie les procès truqués de communistes disgraciés en Europe de l’Est, notamment à Prague où la plupart des accusés sont choisis parmi des Juifs (procès de Prague contre Rudolf Slánský et d'autres hauts dignitaires du Parti communiste tchécoslovaque, 1952). En 1949, il fait accéder son pays à l'arme atomique, en partie grâce à ses réseaux d'espionnage aux États-Unis et aux prisonniers du Goulag et des charachka. En Asie, la politique stalinienne de l'après-guerre suit un cours sinueux : soutien au sionisme entre 1946 et 1950, suivi d'un net revirement anti-israélien et même antisémite ; accueil très réservé fait à la révolution chinoise (Staline fournit une aide aux communistes chinois, notamment en envoyant des instructeurs militaires, mais se méfie des dirigeants du PCC, qui prennent le pouvoir essentiellement par leurs propres moyens), politique prudente en Corée mais suivie de 1950 à 1953 par la guerre de Corée.
À l'intérieur, le culte de la personnalité du Vojd (« Guide ») atteint son ampleur maximale, culminant à son 70e anniversaire en 1949. Des dizaines de villes, des milliers de rues, de fermes, d'usines, etc. portent le nom de Staline, qui refuse la proposition de renommer la capitale Moscou « Stalinodar ». Le point culminant de l'URSS reçoit le nom de « pic Staline ». Des « prix Staline » décernés depuis 1941 deviennent les équivalents soviétiques des prix Nobel.

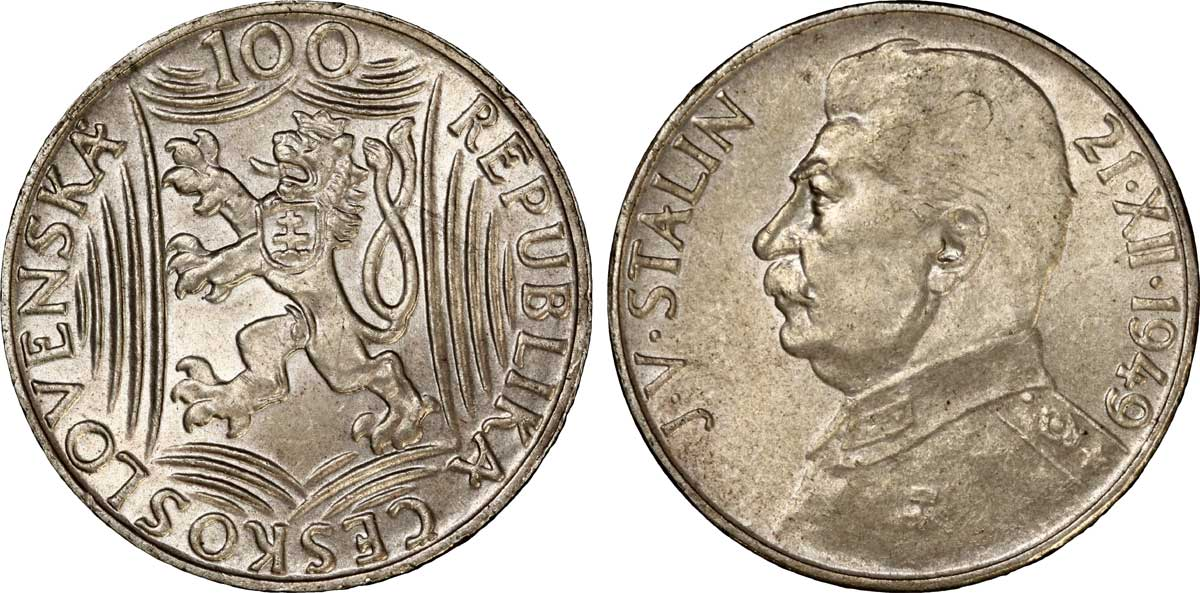
100 couronnes tchécoslovaques célébrant le de Staline, le 21 décembre 1949.

Le système se reproduit dans certains partis communistes des pays frères, dont les dirigeants sont qualifiés de « meilleurs staliniens » de France, d'Italie, etc. (Maurice Thorez, Palmiro Togliatti, Georgi Dimitrov…). Probablement repris de l'appellation d'Abraham, le titre de « Père des peuples » (Отец народов) ou encore de « Grand guide des peuples » (Великий вождь народов) signale que Staline a réussi à s'identifier non seulement à la nation soviétique mais aussi à d'autres nations du monde grâce à sa victoire sur le nazisme qui lui confère un réel prestige dans le monde bien au-delà des seuls cercles communistes.
Le « second stalinisme » se caractérise aussi par un retour encore plus affirmé au nationalisme et au chauvinisme, un renforcement de la russification et de la répression des minorités, une campagne antisémite contre le « cosmopolitisme ».
L'emprise de Staline sur le champ culturel et scientifique s'alourdit aussi considérablement. Il fait réécrire en permanence l'histoire, notamment pour apparaître comme le coauteur de la révolution russe, pour gommer le rôle de ses opposants et victimes, ou pour attribuer à des Russes la paternité de toutes les grandes inventions contemporaines. Il accentue son soutien aux théories charlatanesques du biologiste Trofim Lyssenko, et ravage ainsi la génétique soviétique. Il se mêle même d'intervenir dans les débats linguistiques (Le Marxisme dans les questions linguistiques, 1951) et prétend que la manipulation du langage permettra l'avènement de l'« homme nouveau », prétention qui inspire à George Orwell la satire du novlangue. Les écrivains, musiciens et artistes voient leurs créations étroitement soumises au réalisme socialiste, et Staline charge son protégé Andreï Jdanov de les remettre au pas par une violente campagne doctrinaire (Jdanovtchina).
Accentuant une tendance autocratique déjà nette avant la guerre, Staline ne réunit pratiquement plus le Politburo et espace à l'extrême les congrès du Parti : cinq seulement de 1927 à 1953, dont aucun entre 1939 et 1952, alors qu'il s'en tenait un par an même en pleine guerre civile russe. S'il ne pratique plus de grandes purges comme avant-guerre, il terrorise son propre entourage, humiliant souvent en public ses plus fidèles serviteurs, les frappant à travers leurs épouses, leurs frères, etc. et leur faisant miroiter à toute occasion la possibilité d'une disgrâce fatale. Il s'apprête notamment à éliminer le chef de la police Lavrenti Beria lorsque la mort le saisit.

### Mort et funérailles
Souffrant depuis plusieurs années d'athérosclérose, il avait déjà subi plusieurs attaques cardiaques qui l'avaient amené à arrêter de fumer et boire moins d'alcool au profit du thé.
Le soir du 28 février 1953, après avoir réuni au Kremlin un Præsidium de 25 membres au sujet du complot des blouses blanches, Staline emprunte vers 23 heures une des trois limousines ZIS 110 devant le mener à sa datcha de Kountsevo (ancienne résidence d'été des princes d'Orlov), près de Moscou, les deux autres étant des leurres : chaque voiture prend un itinéraire différent chaque soir. Il prend son dîner dans le salon de la datcha en compagnie de Beria, Malenkov, Boulganine et Khrouchtchev puis monte se coucher dans une de ses sept chambres, toutes fermées par une porte blindée.
Staline ne se manifeste pas pendant toute la journée du 1er mars et ne commande aucun de ses repas, qu'il fait goûter par crainte d'empoisonnement, contrairement à son habitude. L'arrivée du courrier du comité central du Kremlin donne le prétexte de déranger Staline malgré ses consignes. Selon le garde du corps de Staline Alexandre Rybine, c'est l'officier de sécurité Piotr Lozgatchev qui force la porte et trouve Staline tout habillé (son pantalon de pyjama trempé d'urine), allongé sur le tapis, inconscient, frappé par une attaque cérébrale, vraisemblablement peu de temps après le départ de ses collaborateurs. Les Mémoires de Khrouchtchev mentionnent que c'est la vieille gouvernante de Staline Matrena Boutouzova qui le découvre ainsi. Les gardes déplacent Staline sur le canapé du salon avant de décider ce qu'il convient de faire. Son plus proche collaborateur Gueorgui Malenkov, averti de la situation, téléphone à Beria seul habilité à autoriser un médecin à s'approcher de Staline (il soupçonnait ses médecins de vouloir le tuer) mais le chef de la police politique est introuvable.
Dans la nuit du 1er au 2 mars, le chef de la garde convoque les principaux collaborateurs de Staline à la datcha, dont Khrouchtchev, Boulganine, Beria, Malenkov, qui découvrent alors Staline inconscient mais pas encore mort. Ayant peur de son courroux s'ils lui faisaient mal, ils attendent plusieurs heures avant d'appeler un médecin, alors que Staline avait déjà été frappé par cette attaque depuis plus de 24 heures. Selon certains témoignages, Beria s'opposa à la convocation de médecins, sachant que Staline préparait une purge qui le concernait (comme ses prédécesseurs à sa fonction) ; il avait donc tout intérêt à ce que Staline meure. Molotov soupçonna que la troïka Beria–Malenkov–Khrouchtchev, ainsi que Boulganine, pouvait profiter de la disparition du dirigeant. Lorsque le médecin arrive, il est trop tard. Après 33 ans à la tête de l'URSS, Joseph Staline est déclaré mort le 5 mars à 6 h du matin, à l'âge de 74 ans.
Selon le témoignage de sa fille Svetlana, Staline, au cours de sa longue agonie, aurait manifesté des moments de conscience avant de mourir. Selon un mémorandum de Beria publié conformément à ses souhaits après sa mort, le décès de Staline est attribué à un empoisonnement par l'un de ses rivaux, Viatcheslav Molotov, pour achever Staline : victime d'une attaque lors de la discussion houleuse du Præsidium du 28 février, il fut ramené dans sa datcha et Molotov aurait versé de la warfarine dans son cognac. Le rapport médical officiel sur la mort de Staline déclare que ce dernier serait tombé malade dans les premières heures du 2 mars, sans doute pour dissimuler le fait qu'il fut laissé sans assistance médicale durant toute une journée. Une autre version, racontée dans les mémoires de Molotov publiées en 1993, dit que ce serait plutôt Beria qui aurait empoisonné Staline. Lors des funérailles nationales, Beria se serait vanté de ses actions à Molotov en lui disant : « C'est moi qui ai liquidé le tyran ».
L'aura de Staline est telle que la Pravda passe sous silence, pendant près d'une semaine, la mort du compositeur Sergueï Prokofiev, survenue le même jour, 50 minutes avant celle du « génial père des peuples ».

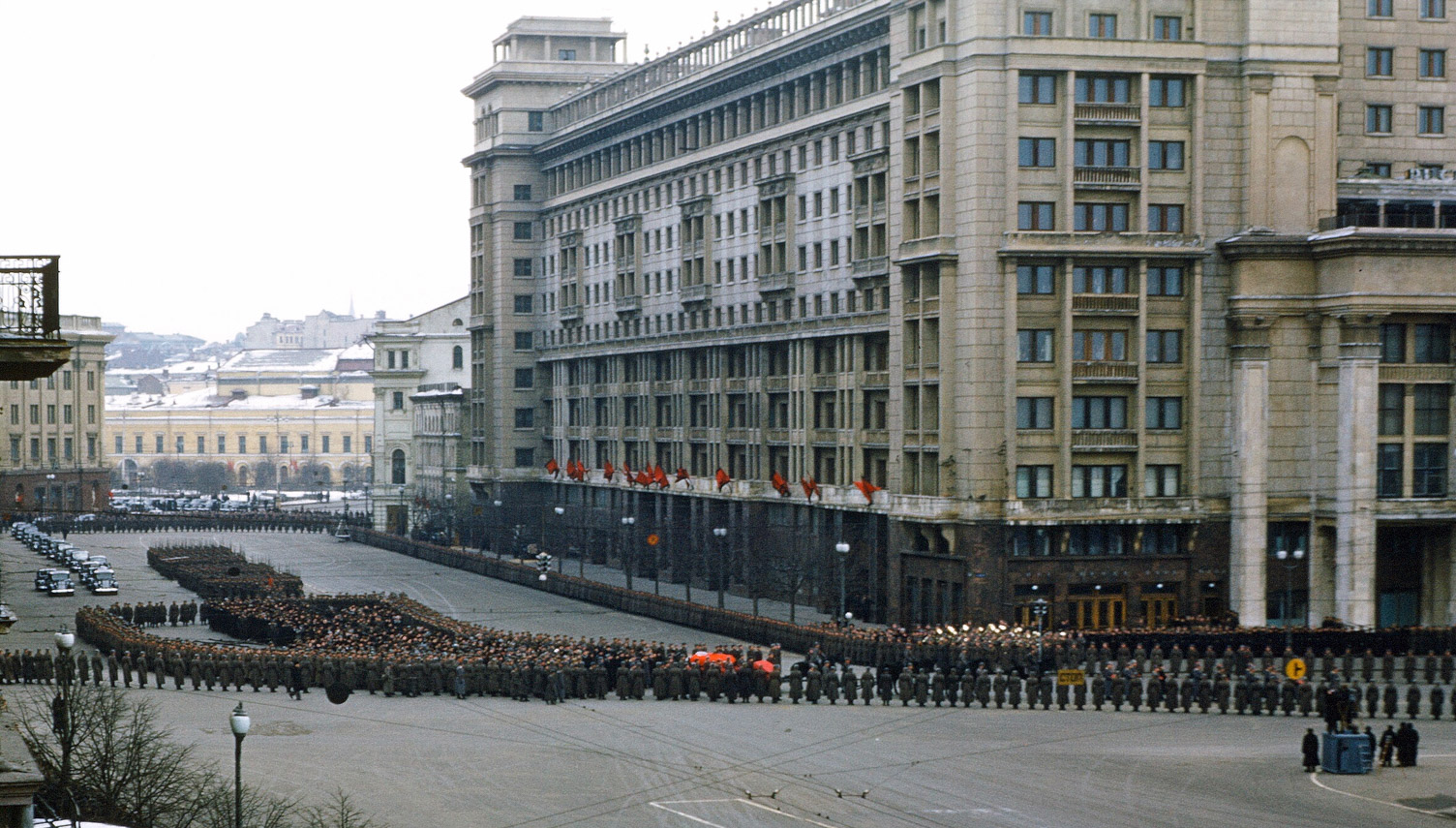
Cortège funèbre de Staline.

Les funérailles de Joseph Staline se déroulent du 6 au 9 mars 1953 à Moscou. Elles sont marquées par des bousculades qui font près de 1 500 morts. Dans le monde socialiste, dans le mouvement communiste international et chez les anciens Alliés de la Seconde Guerre mondiale, le chagrin et la déférence semblent alors les sentiments dominants, au moins en public, ainsi que la peur devant un avenir désormais incertain. En France, l'affaire du portrait de Staline, dessiné au fusain par le peintre communiste Picasso en « Une » du journal dirigé par l'écrivain communiste Louis Aragon, choque des lecteurs et oblige Aragon à s'excuser dans plusieurs numéros suivants.

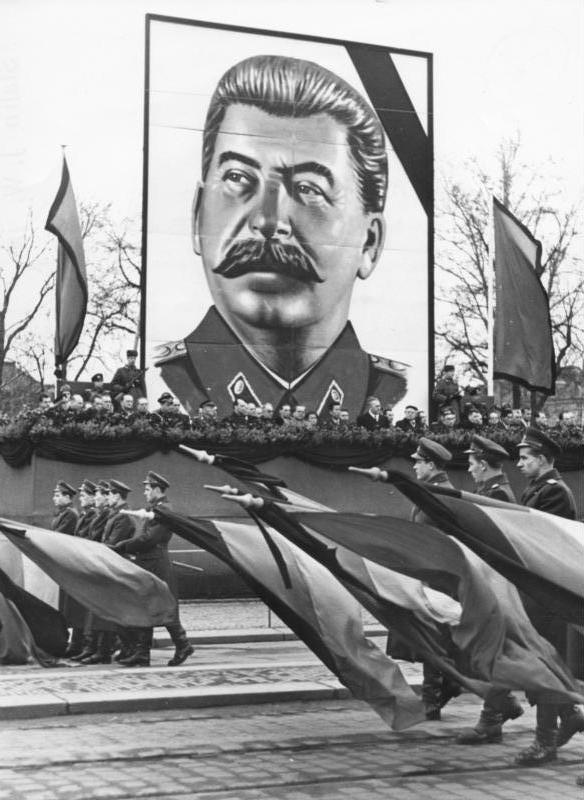
Parade de deuil à Dresde, en Allemagne de l’Est, le 10 mars 1953.

Son cercueil est placé dans le mausolée de Lénine sur la Place Rouge, à côté du sarcophage du fondateur de l'URSS. En octobre 1961, à la suite du XXIIe Congrès du PCUS dénonçant le culte de la personnalité du père des peuples, Nikita Khrouchtchev décide de retirer le cercueil de Staline du mausolée. Dans la nuit du 31 octobre au 1er novembre 1961, Staline est enterré à la sauvette derrière le mausolée, près du mur du Kremlin, dans ce qui deviendra un petit cimetière des hauts personnages de l'URSS.

### «Legs politique»
Le décès de Staline marque la confirmation de la « coexistence pacifique » sur le plan international, tout comme elle entraîne vite une vague d'événements en URSS et dans le bloc soviétique. En Union soviétique, une direction collégiale se met en place, dominée un temps par Lavrenti Beria qui contrôle toujours l'appareil policier et certains ministères stratégiques. Beria se transforme paradoxalement en champion de la libéralisation : il relâche les accusés du « complot des blouses blanches » en reconnaissant que leurs « aveux » ont été extorqués par la torture, et amnistie dès le mois de mars près d'un million de condamnés de droit commun qui sortent alors du Goulag. Le stalinisme n'est pas pour autant renié encore officiellement.
Dans le bloc de l'Est, la mort de Staline entraîne un soulèvement contre le régime à Berlin-Est et en RDA à partir du 16 juin, donnant l'espoir d'une réunification allemande rapide, mais le mouvement est sévèrement réprimé.
Après une longue période de flottement, qui se solde entre autres par l'exécution du chef du KGB Lavrenti Beria, Nikita Khrouchtchev arrive à la tête du pays. En 1956, l'URSS rompt officiellement avec le stalinisme au cours du XXe congrès du Parti communiste de l'Union soviétique. En 1961, le corps embaumé de Staline est retiré du mausolée de Lénine et Stalingrad devient Volgograd. Les rescapés du régime stalinien sont libérés du Goulag et la réhabilitation globale des victimes de Staline, initiée par Khrouchtchev, stoppée sous Brejnev, est relancée sous Gorbatchev et achevée après la dislocation de l'URSS. Hélène Carrère d'Encausse a qualifié la déstalinisation enclenchée en 1956 à la lecture du « rapport secret » de Khrouchtchev de « deuxième mort de Staline ».
En revanche, les successeurs de Staline ne réforment pas le système économique et social hérité de son règne, malgré ses défauts de plus en plus évidents (bureaucratisme, pénuries chroniques, sous-productivité, absence d'initiative personnelle, coût écologique, déséquilibre des branches au profit d'une industrie lourde de moins en moins adaptée à l'évolution historique, etc.). L'effondrement des régimes d'Europe de l’Est (1989) et la désintégration de l'URSS (1991) achèveront l'agonie de la structure du système économique soviétique près de 35 ans plus tard.

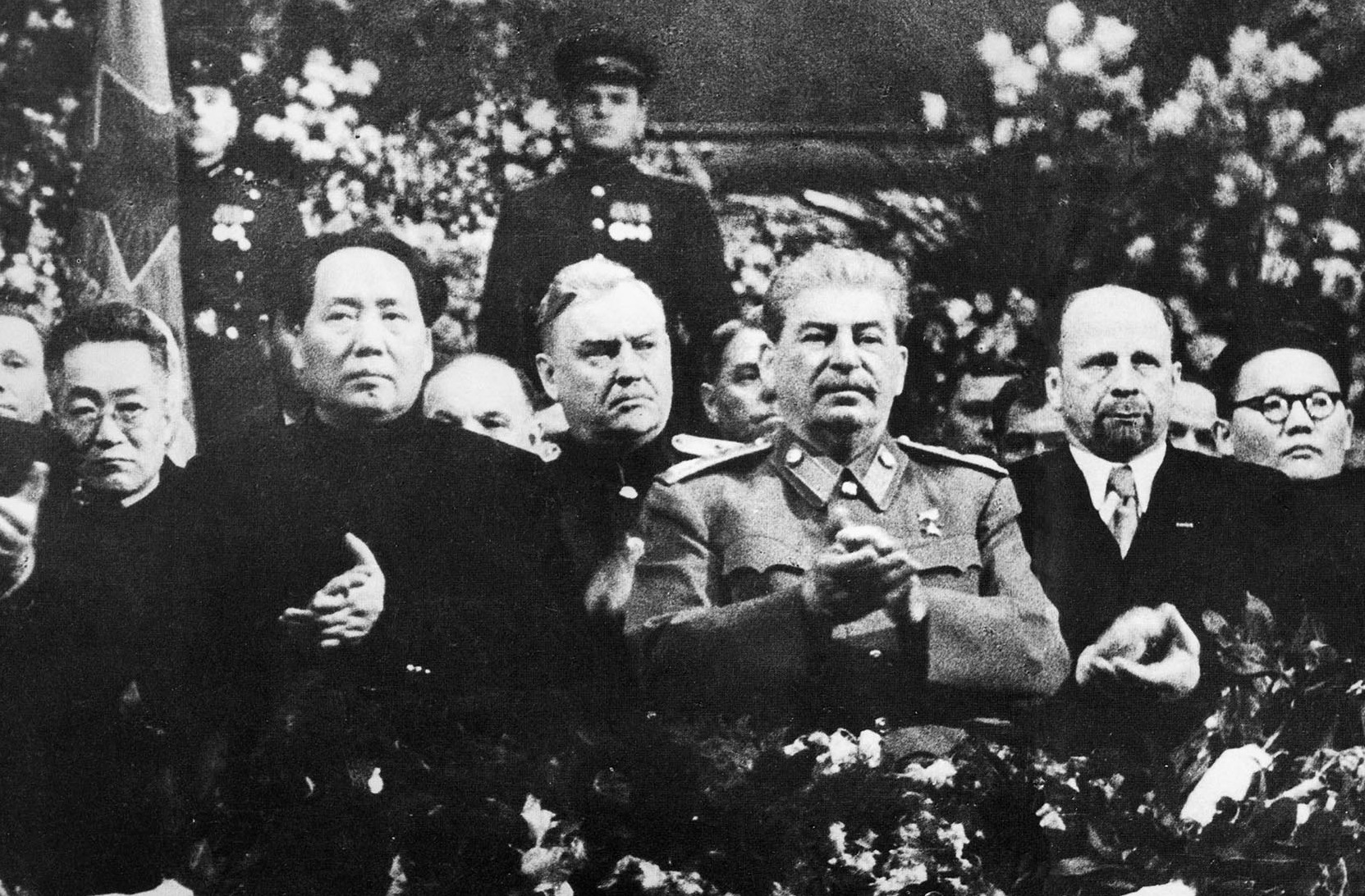
Mao Zedong et Staline en 1949.

Après 1961, seules la république populaire de Chine de Mao Zedong, la Corée du Nord de Kim Il-sung et l'Albanie d'Enver Hodja continuent à se réclamer ouvertement de Staline, et ce jusqu'à la mort de Mao Zedong en 1976. Même aujourd'hui, la critique de Staline n'est pas à l'ordre du jour en Chine populaire et encore moins en Corée du Nord, souvent considérée comme « le dernier régime stalinien de la planète ».
À l'heure actuelle, sur le plan international, plusieurs partis communistes de faible importance (PC de Grèce (KKE), Parti communiste bolchevik (en) de Nina Andreïeva, Russie laborieuse (en) de Viktor Anpilov (en), Parti communiste ouvrier de Russie de Viktor Tioulkine (en), Union des PC russe/biélorusse de Chénine (en), entre autres) ont annoncé avoir réévalué positivement l'œuvre et les mérites de Staline. D'autres groupes parfois maoïstes continuent à se réclamer plus ou moins directement de Staline : Parti communiste du Népal, Sentier lumineux au Pérou. Ces organisations affirment incarner le « marxisme-léninisme véritable ». Quelques rares auteurs staliniens très controversés développent également une vision encore très favorable de Staline et de son action, dont ils passent sous silence ou minimisent les nombreuses zones d'ombre : ainsi le Belge Ludo Martens ou l'historienne française Annie Lacroix-Riz, qui s'appuient surtout sur l'ouverture des archives soviétiques et européennes pour relativiser la critique anti-stalinienne, encore dominante, déclenchée par le rapport Khrouchtchev de 1956.
En Russie, le culte de Staline n'est pas exclusivement le fait de nostalgiques du régime. Il est également entretenu par des milieux ultra-nationalistes qui considèrent que le mérite essentiel de Staline a été de créer un État fort incarnant le destin de la nation russe. Ce culte est généralement associé à l'antisémitisme. La plupart des staliniens considèrent que ce sont des Juifs qui ont incarné les tendances les plus internationalistes du marxisme (Trotsky, Rosa Luxemburg, Zinoviev, Kamenev, etc.) — Karl Marx étant lui-même d'origine juive.[réf. nécessaire]
En 2008, 60 % des personnes interrogées estimaient que les crimes commis à l’époque de Staline n’étaient pas justifiés. Les opinions négatives de Staline n’auraient vraiment commencé à diminuer qu’à partir de 2015, l’année suivant l’annexion de la Crimée. Ainsi, dans un sondage réalisé cette année-là, 45 % de la population justifiait les répressions staliniennes. En 2021, quelques mois avant l'invasion de l'Ukraine, 56 % voyaient en lui un « grand guide ». C'est notamment par le culte de la « Grande Guerre patriotique » (1941-1945) que Staline a pu être réhabilité aux yeux de millions de Russes, pour lesquels il demeure étroitement associé à la victoire de 1945. Une propagande mémorielle a lieu dans laquelle Vladimir Poutine qualifie le pacte Molotov-Ribbentrop de « triomphe de la diplomatie ».

## Controverses
De nombreuses interprétations contradictoires ont été suscitées par l'ampleur des crimes de Staline, mais aussi par celle des mutations qu'il a fait connaître à la Russie. Selon le mot d'Isaac Deutscher, « Staline trouva la Russie travaillant avec une charrue en bois et la laissa équipée de piles atomiques ». Cette citation est fréquemment invoquée par les défenseurs de Staline, qui l'attribuent à tort à Churchill, tandis que leurs adversaires pensent que, sans Staline, l'industrialisation du pays, amorcée déjà à l'époque tsariste, aurait connu la même dynamique à un coût moins élevé,,. Ils rappellent aussi que l'industrialisation n'a été rendue possible que grâce à un important investissement occidental en spécialistes et en technologies allant jusqu'au transfert, pièce par pièce, d'une usine construite aux États-Unis et réassemblée en URSS,,,.
Pendant les Grandes Purges, de nombreux Soviétiques, dans les villes surtout, étaient sincèrement convaincus que Staline ignorait ce qui se passait dans le pays et qu'on lui cachait la vérité. C'était là la reprise du très vieux thème du bon tsar victime de ses mauvais ministres.
De même, de très nombreux communistes, envoyés brusquement en prison ou au Goulag sans pouvoir comprendre ce qu'on pouvait bien leur reprocher, persistaient de toutes leurs forces à défendre Staline et faire appel à lui, croyant avoir en sa personne un recours. Jusqu'au seuil de leur exécution, des condamnés à mort protestaient de leur amour pour lui et de leur dévouement total à sa personne et au Parti, écrivant et déclarant qu'ils mourraient avec le nom de Staline sur les lèvres. En réalité, Staline était parfaitement au courant et pilotait en personne toutes les opérations de la Grande Terreur. Les archives de Moscou ont levé les derniers doutes, et mis au jour 383 listes de condamnations à mort signées de la main de Staline — soit 44 000 exécutions — ou les injures qu'il griffonnait parfois sur les lettres de dévouement ultimes de ses victimes.
Du vivant même de Staline, on glosa sans fin à l'étranger et jusqu'au sein du Parti sur ses origines caucasiennes, et on fut tenté d'expliquer ses crimes comme une manifestation de « barbarie asiatique ». Ossip Mandelstam fut déporté sans retour pour avoir stigmatisé dans une pièce en vers « le montagnard du Kremlin », « l'homme au large poitrail d'Ossète ».
Armés de leurs préjugés racistes, les nazis et leurs collaborateurs poussèrent ad nauseam l'assimilation de Staline, russe ou caucasien, à l'Asiatique dégénéré et cruel — bien qu'Hitler n'ait jamais caché en privé son admiration pour Staline, seul homme à ses yeux à avoir su faire marcher au pas les « sous-hommes » slaves, et dont il enviait sa capacité de faire fusiller ses généraux contestataires. Les parentés, mais aussi les différences tout aussi notables des deux dictateurs totalitaires, restent un sujet de discussion inépuisable, notamment depuis les travaux de Hannah Arendt (Les Origines du totalitarisme, 1951) et la double biographie pionnière d'Alan Bullock (Hitler et Staline : vies parallèles, Paris, Albin Michel, 1993).
D'autres voient Staline avant tout comme un chef d'État russe, continuateur des tsars et incarnation des ambitions nationales de l'ancienne Russie. Il n'aurait conservé que pour la forme un vernis de discours révolutionnaire. C'était en gros la vision du général de Gaulle, ou celle des nationaux-bolcheviks allemands. Staline a lui-même invité à interroger sa place dans la continuité de l'histoire russe, en se comparant volontiers aux despotes modernisateurs Ivan le Terrible et Pierre le Grand. Néanmoins, il reste difficile de concevoir, par exemple, pourquoi Staline aurait tant tenu à aligner les pays de l'Est, déjà sous sa coupe, sur le modèle soviétique, si ses ambitions impériales avaient été étrangères à toute adhésion profonde au projet révolutionnaire hérité du parti bolchevique.
Le rapport de Staline à la révolution russe est pareillement controversé. Pour Nikita Khrouchtchev en 1956, la dérive de Staline n'aurait commencé qu'en 1934, ce qui permettait de ne pas remettre en cause la collectivisation désastreuse ni les choix d'industrialisation forcenée, encore moins l'œuvre de Lénine. Les communistes furent à ses yeux les principales victimes de Staline, et les Grandes Purges, tombées sur un Parti présenté comme innocent, ne seraient dues qu'à sa « paranoïa » personnelle — explication intenable aujourd'hui, et au demeurant fort peu marxiste. Pour Trotski et les trotskistes, Staline est d'abord le représentant de la bureaucratie, qui a « trahi la révolution » en la privant de sa dimension internationale au profit du « socialisme dans un seul pays », et qui a liquidé l'héritage de Lénine ainsi que la vieille garde. Aux yeux de Trotski, Staline représentait le « Thermidor » de la révolution russe (bien qu'au contraire du Thermidor français, celui-ci ait relancé la transformation sociale et la terreur à un degré que nul n'aurait osé prévoir).
Pour de nombreux anarchistes ou sociaux-démocrates, ainsi que pour la plupart des historiens actuels, il n'y a pas au contraire de discontinuité entre Lénine et Staline.
Nul n'avance certes que Lénine aurait été du genre à promouvoir la bureaucratie, le nationalisme, l'antisémitisme, l'académisme, les théories de Lyssenko ou un culte de sa personnalité. Mais dans la lignée de la biographie pionnière et toujours utilisable de Boris Souvarine, les historiens soulignent qu'il a laissé à Staline la dictature du parti-guide infaillible, le centralisme démocratique interdisant les tendances, le culte du secret, l'apologie de la violence « nécessaire » et de l'absence de scrupules moraux au nom de la révolution, ainsi qu'un État policier déjà tout-puissant ayant liquidé toutes les oppositions et employant un certain nombre de pratiques perfectionnées ultérieurement par Staline (responsabilité collective des familles, stigmatisation-discrimination collective de groupes sociaux, procès truqués, censure, persécutions religieuses, massacres, premiers camps de travail, etc.).
En tout état de cause, Staline lui-même était militant bolchevique depuis trop longtemps pour qu'on puisse exonérer raisonnablement le Parti de toute responsabilité dans la formation de sa personnalité et de ses méthodes. La récente biographie de Simon Sebag Montefiore, par exemple, met fréquemment en parallèle les comportements et la sociabilité du Staline des années 1930-1950 (et de ses amis) avec ceux hérités de la guerre civile. De très nombreux bolcheviks entrés au Parti dès l'adolescence, souvent bien avant la révolution, ont d’ailleurs servi la politique (et les crimes) de Staline sans état d'âme (Viatcheslav Molotov, Kliment Vorochilov, Semion Boudienny, Grigory Ordjonikidze, Sergueï Kirov, Guenrikh Iagoda, Nikolaï Iejov, etc.).
Par ailleurs, s'il est certain aujourd'hui que Staline est responsable de la mort de plus de communistes qu'aucun dictateur anticommuniste au monde (même Hitler a, comparativement, tué moins de dirigeants du KPD), la thématique faisant des communistes les « premières victimes de Staline » est relativisée fortement. Nicolas Werth montre ainsi que 94 % des victimes des Grandes Purges de 1937-1939 n'étaient pas communistes.
Aujourd'hui, le jugement du peuple russe, pourtant parmi les premiers à avoir souffert des méfaits de Staline, est loin d'être unanime. Ainsi, un sondage réalisé par le centre Levada en mai 2006 révèle que les avis favorables et défavorables des Russes envers la personnalité de dirigeant de Joseph Staline s'équilibrent à peu près (différence des pourcentages favorables moins défavorables égale à -2). Si l'on compare au même jugement porté par exemple sur Mikhaïl Gorbatchev (-24), on constate une forte inversion par rapport au jugement généralement porté par l'Occident. Le même sondage mené par le centre Levada en mars 2019 montre que le nombre de Russes qui ont une vision positive de Staline a atteint son plus haut niveau depuis 2001, grimpant à 70 %.
La poétesse Anna Akhmatova qualifiait Staline de « plus grand bourreau » de l'histoire mondiale, à côté de qui même Hitler faisait figure d'« enfant de chœur ». L'écrivain Victor Astafiev avait une opinion similaire. Leur collègue, Alexandre Zinoviev, est passé d'une critique sans concession du stalinisme à une critique non moins mordante de l'anti-stalinisme.
En 2008, Staline se place en troisième dans le classement des 500 plus grands Russes de tous les temps, selon l'adaptation russe de l'émission britannique 100 Greatest Britons. D'aucuns pensent même que Staline est arrivé en premier, comme l'augurait le score initial, et que les créateurs de l'émission lui ont enlevé quelques milliers de votes pour le détrôner et éviter ainsi un scandale,,,,.
En 2016, la porte-parole du ministère russe des Affaires étrangères, Maria Zakharova, affirme sur les réseaux sociaux que les Russes « en ont bavé de Staline et compagnie ». Elle ajoute : « Les dirigeants qui ont décimé leur propre peuple brûlent en enfer deux fois plus intensément que ceux qui ont décimé un peuple étranger. Citez-moi d'autres pays où les dirigeants ont enfermé et fusillé des millions de leurs concitoyens qui ont ensuite été réhabilités. […] Qui que tu sois, tu dois toujours raisonner en être humain et non pas suivant la formule « en 30 ans, seulement 650 000 personnes ont été fusillées » (c'est ce qu'on m'a rétorqué hier) ». Ses propos provoquent l'ire des milieux patriotiques, conservateurs, communistes et nationalistes,,, ce qui conduit Zakharova à préciser qu'il ne s'agit en aucun cas pour elle de comparer de quelque manière que ce soit l'URSS de Staline et l'Allemagne nazie,.
En 2020, la décision d'orner d'un portrait mosaïque de Staline un mur intérieur de la nouvelle « cathédrale principale des forces armées russes », dans le parc de loisirs Patriot, près de Moscou, soulève une polémique jusqu'au sein même de l'Église : « Que Dieu nous garde de consacrer un temple orthodoxe avec l'image d'un scélérat et un pourfendeur de l'Église dont les mains sont couvertes de sang de saints », réagit Nikolaï Balachov, vice-président du Département des relations extérieures du patriarcat de Moscou.

## Bilan des assassinats de masse et déportations commis sous Staline
La déportation continue de centaines de milliers d'opposants réels ou supposés, les emprisonnements arbitraires, et l'interdiction de toute contestation de la personne de Staline sont emblématiques de la période 1922-1953. L'historienne Anne Applebaum estime que 18 millions de Soviétiques ont connu le Goulag sous Staline et six autres millions l'exil forcé au-delà de l'Oural ; un à deux millions de personnes y décédèrent. En tout, un Soviétique adulte sur cinq connut le Goulag de par la politique stalinienne. Des gens disparurent pour avoir mal orthographié le nom de Staline ou pour avoir enveloppé un pot de fleurs avec une page de journal comprenant sa photo[réf. nécessaire]. On distingue cependant plusieurs épisodes marquants :
- 1930-1932 : « déportation-abandon » (Nicolas Werth) de deux millions de koulaks au-delà de l'Oural, où ils sont laissés à eux-mêmes sans les moindres structures ni habitations pour les accueillir. Beaucoup périrent de faim et de dénuement ;
- 1932-1933 : résultante notamment de la collectivisation forcée des terres, la famine ravage les riches terres à blé ukrainiennes, et fait entre 6 et 8 millions de morts, dont 2,6 à 6 en Ukraine, où elle est appelée holodomor (littéralement : meurtre par la faim). Si sa qualification en tant que génocide demeure controversée[107], Staline porte en tout cas la responsabilité d'avoir refusé d'écouter les avertissements nombreux qui lui parvenaient, et qui démontraient que la poursuite des collectes forcées conduirait au désastre[Note 19]. Il a nié l'existence même de la famine[réf. souhaitée]. Cependant, selon certains chercheurs (notamment Mark Tauger ou Stephen Wheatcroft), les exportations soviétiques en 1932 et 1933 étaient inférieures à deux millions de tonnes, soit moins que la moyenne des années précédentes et suivantes. Pour eux, la famine est également due à une très mauvaise récolte en 1932 et à l’abandon partiel des populations par le régime. La famine était probablement évitable, mais Staline semble l'avoir laissé se produire plus qu'il ne l'a délibérément organisée[réf. nécessaire] ;
- 1937-1938 : les Grandes Purges conduisent à l'exécution de 681 000 personnes et à l'envoi au Goulag d'à peu près un million, aux dires du chef du KGB sous Gorbatchev, Krjuckov en 1989[108]. De nombreuses minorités frontalières sont aussi déplacées de force, comme les 170 000 Coréens qui se retrouvent en Asie centrale, ou de très nombreux Baltes et Polonais. À l'été 1937, Staline instaure officiellement la torture dans les prisons[109], laquelle ne sera abolie qu'après sa mort, en avril 1953[110]. Il a personnellement signé 383 listes de condamnations à mort collectives représentant un total de 44 000 individus. Rayant tout au plus un nom de temps à autre, quelques mots en marge voire un simple signe d'approbation lui suffisait pour mettre fin en bloc et sans appel à plusieurs centaines d'existences. Dans la soirée du 25 novembre 1938, il signe ainsi avec Molotov l'arrêt de mort de 3 173 personnes, un record ;
- de septembre 1939 à juin 1941, dans la partie orientale de la Pologne (revenue à l'URSS à la suite du pacte germano-soviétique), deux millions de personnes sont déportées par trains entiers. Des centaines de milliers de ces déportés périrent soit dans les trains, soit dans les camps de Russie septentrionale, de Sibérie ou du Kazakhstan, où beaucoup succombèrent au froid ou à la faim. En mars 1940 y a lieu le massacre de Katyń : 14 736 officiers et fonctionnaires polonais ainsi que 10 685 de leurs concitoyens déjà détenus par le NKVD sont exécutés dans la forêt de Katyń, près de Smolensk, sur ordre de Staline et en raison de leur statut social dans la société polonaise. Katyń ne fut d'ailleurs pas un lieu d'exécution spécifiquement réservé aux Polonais[Note 20]. Cependant des estimations plus récentes ont sensiblement réduit à la baisse les chiffres de cette répression : « Entre septembre 1939 et juin 1941, les Soviétiques assassinèrent ou déportèrent plus de 440 000 Polonais »[111] ;
- en 1944, en six jours, l'ensemble du peuple tchétchène est déporté, soit 500 000 personnes, en Asie centrale, ainsi que d'autres peuples Coréens de l'Extrême-Orient russe (1937), Allemands de la Volga (1941), Kalmouks (1943), Tatars de Crimée (1944) ; ou en partie : Ukrainiens, Estoniens, Lettons, Lituaniens, etc.). On dénombre au moins 52 campagnes de déportation dans l'URSS des années 1920-1952, dont 38 sont d'ordre ethnique[112]. Ces dernières sont reconnues en Russie comme revêtant un aspect génocidaire[Note 21].

Les archives soviétiques ouvertes après la dislocation de l'Union soviétique, montrent qu'environ 800 000 prisonniers ont été condamnés à mort sous Staline (période 1921-1953, soit 32 ans) pour des raisons politiques ou criminelles, qu'environ 1,7 million de personnes décédèrent dans les goulags et environ 390 000 dans les transferts de population pour un total d'environ 3 millions de morts officiellement recensés.
Les historiens qui ont travaillé après la dislocation de l'Union soviétique estiment quant à eux que le nombre des victimes du régime en dehors des famines se situe entre 4 et 10 millions. Vadim Erlikman donne les estimations suivantes :
| Nombre de victimes                        |              |
| Exécutions                                | 1,5 million  |
| Goulag                                    | 5 millions   |
| Morts en déportations                     | 1,7 million  |
| Prisonniers de guerre et civils allemands | 1 million    |
| Total                                     | 9,2 millions |

En incluant les victimes de la famine on arrive à des chiffres de plus de 20 millions,,,,,,,.
D'autres relèvent 4 000 060 condamnations entre 1921 et 1953, dont 799 455 à mort, 963 766 décès — « ennemis du peuple » et droits communs confondus — dans les camps entre le 1er janvier 1934, jour officiel de la création de l'administration pénale pénitentiaire, et le 31 décembre 1947. « Ce dernier chiffre, ainsi que celui des personnes décédées lors de la déportation des koulaks peut être ajouté au « terrible prix » qui a été payé », indique Moshe Lewin. Ce chiffre s'élève à 1 800 000 déportés, parmi lesquels quelques centaines de milliers de décès dans les famines consécutives. En outre, il faut ajouter quelque 1 500 000 condamnations après 1945 pour faits de collaboration, la plupart à l'emprisonnement, avec une « indulgence relative » pour les nationalistes ukrainiens et baltes. En comptant les « 440 000 Polonais déportés ou fusillés » entre 1939 et 1941, l’estimation du nombre de victimes directes du stalinisme est d’environ 7 740 000 personnes en 32 ans ; environ 2.500.000 d'entre elles trépassèrent devant un peloton d'exécution ou en déportation.

## Famille

### Mère
La mère de Staline meurt en 1937. Staline ne vint pas aux funérailles, mais envoya une couronne. Cet épisode peut dépasser le cadre de la simple anecdote ; en effet, l'absence d'un fils aux funérailles de sa mère constitue dans une famille géorgienne quelque chose d'absolument inconcevable. Or Ekaterina Geladzé est morte le 4 juin 1937, c'est-à-dire en pleine affaire Toukhatchevski (ce dernier et les autres accusés ont été arrêtés fin mai 1937, le procès a eu lieu le 11 juin et l'exécution de la sentence vraisemblablement le 12). L'absence de Staline aux funérailles de sa mère pourrait donc indiquer qu'il considérait sa présence à Moscou comme absolument nécessaire et donc, contrairement à ce qui est généralement admis, que le risque d'un coup d'État militaire était réel ou à tout le moins que Staline le croyait tel[réf. nécessaire].

### Mariages
Il a eu deux épouses : Ekaterina Svanidzé et Nadejda Allilouïeva-Staline. On lui a aussi parfois prêté une maîtresse ou épouse nommée Rosa Kaganovitch, présentée comme sœur de Lazare Kaganovitch. Néanmoins, une telle relation a été niée par Svetlana Allilouïeva. La famille Kaganovitch a également démenti l’existence de cette Rosa.

#### Premier mariage

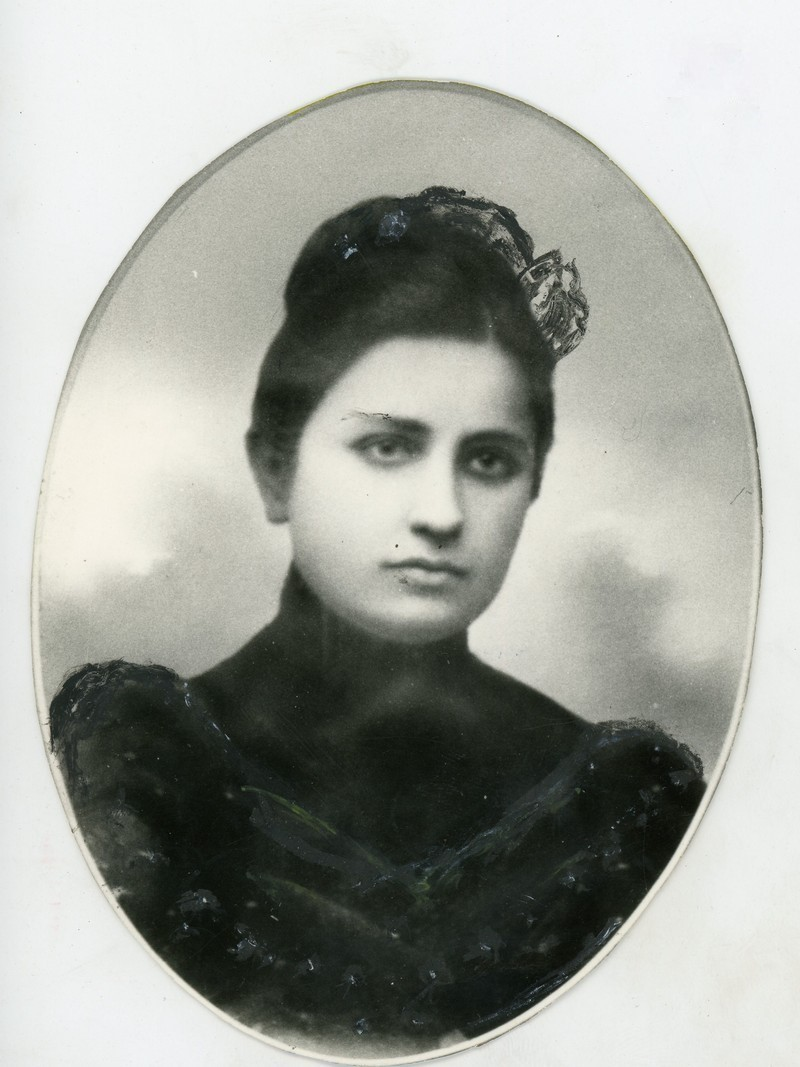
Kato Svanidzé en 1904.

La première femme de Staline, Ekaterina Svanidzé dite « Kato », qu’il ne voyait qu’épisodiquement, meurt du typhus ou de la tuberculose en 1907, quatre ans seulement après leur mariage. À ses funérailles, Staline aurait confié à un ami que « cette créature adoucissait mon cœur de pierre. Elle est morte et, avec elle, les derniers sentiments d’affection que pouvaient m’inspirer les êtres humains », puis, désignant son cœur, « C’est vide à l’intérieur ». Pendant les Grandes Purges, la belle-famille de Staline, après avoir partagé des années son quotidien au Kremlin, est arrêtée puis exécutée avec son accord : Aliocha Svanidze et sa femme Maria Svanidze seront fusillés en 1941.
Kato avait eu un fils, Iakov Djougachvili, que Staline ne vit pas avant son adolescence, l’ayant confié à la famille de sa mère décédée. Iakov était un garçon timide, souffre-douleur de son jeune demi-frère Vassili, jaloux de lui, mais il était le préféré de sa demi-sœur Svetlana. Un tic crispait régulièrement son visage ce qui exaspérait Staline. Après un mariage raté avec Zoïa Gounina, fille d’un pope, Iakov tenta même de se suicider avec une arme à feu à cause de l'incroyable dureté de son père envers lui, mais il ne fit que se blesser, Staline se contentant de déclarer : « Dire qu’il n’a même pas su viser juste ». Iakov servit comme lieutenant dans l'Armée rouge et fut capturé par les Allemands en juillet 1941, prisonnier à l'Oflag X-C de Lübeck. Ayant l'habitude de considérer les prisonniers comme des traîtres et de soumettre leurs familles à des représailles, Staline fit arrêter pendant quelque temps la jeune femme de son fils. Sa sœur Svetlana s’était vivement opposée et a sauvé sa fille Galina quand Staline voulait l’envoyer à Dietskiï Dom,. En 1943, Staline refusa de l'échanger contre le maréchal Friedrich Paulus, capturé par l'Armée rouge lors de la bataille de Stalingrad : « Un lieutenant ne vaut pas un général », aurait-il dit ; selon d'autres sources, il aurait répondu à cette offre : « Je n'ai pas de fils ». Le rapport officiel indique que Iakov s'est suicidé en se jetant contre une barrière électrique du camp de concentration de Sachsenhausen. Si les circonstances exactes de sa mort n'ont pas été entièrement élucidées, la thèse du suicide n'est cependant guère controversée.

##### Belle-famille
Le mariage de Kato rapproche une partie de sa famille de Staline, dont certains restent proches de Staline même après son mariage avec sa seconde épouse, comme Alexandre « Aliocha » Svanidzé, le frère banquier de Kato, et sa femme Maria, cantatrice juive géorgienne, dont le journal intime est une riche source de renseignements sur l’intimité de Staline. Staline est très proche d’Aliocha, mais affiche rapidement son mépris pour Maria, qui se comporte comme une courtisane rivalisant avec les autres pour obtenir son attention.

#### Second mariage

##### Nadia
La seconde femme de Staline, Nadejda Alliloueva, meurt le 9 novembre 1932. Elle se suicida au moyen d'une arme à feu (une balle dans le cœur) après une querelle avec Staline, laissant une lettre qui selon sa fille était « en partie personnelle, en partie politique ». Officiellement, elle mourut de maladie. Le dossier médical de Nadia, conservé par Staline et disponible aujourd'hui, révèle qu'elle souffrait de dépression et de solitude, son mari n'ayant plus guère de temps libre à lui consacrer, comme il le reconnut dans les années 1950. Militante bolchevique fervente, et bien que des amis fréquentés à l'université l'aient mise au courant des horreurs de la dékoulakisation et de la famine sévissant en Ukraine, il n'est plus certain aujourd'hui qu'une opposition à la politique de son mari ait été la raison principale de son suicide, comme on le supposait traditionnellement,. Il est certain, toutefois, que la connaissance que Nadia avait de l’état du pays alimentait certains conflits conjugaux, d’autant plus que Nadia, hypersensible, était confrontée à un mari confinant à l’insensibilité : en une occasion, Nadia jeta à la figure de son mari « Tu es un bourreau, voilà ce que tu es ! Tu tourmentes ton propre fils, ta femme, le peuple russe tout entier. ». Les tensions empirèrent avant son suicide ; Staline confia par exemple à Khrouchtchev qu’il lui arrivait de s’enfermer dans une pièce pendant que Nadia hurlait et tambourinait à la porte : « Tu es un homme impossible. Il est impossible de vivre avec toi ! ».
Sa mort aurait profondément affecté Staline, qui n’aurait jamais réellement fait son deuil : il se serait reproché, jusqu’à sa mort, de n’avoir pas été présent pour elle. Il évoque ce point jusqu’à la fin avec amis et famille, s’entourant de photographies d’elle et renonçant à la danse. Les funérailles de Nadia sont d’ailleurs l’une des rares occasions où il pleure ouvertement ; il tente brièvement de noyer son chagrin dans l’alcool, puis reporte rage et désespoir sur ses ennemis d’alors. Simon Sebag Montefiore voit dans ce drame personnel la cause de son durcissement ultérieur, une « transformation radicale de son caractère […] tarissant en lui ses dernières sources de sensibilité, redoublant sa brutalité, sa jalousie et sa tendance à s’apitoyer sur lui-même ».

##### Enfants

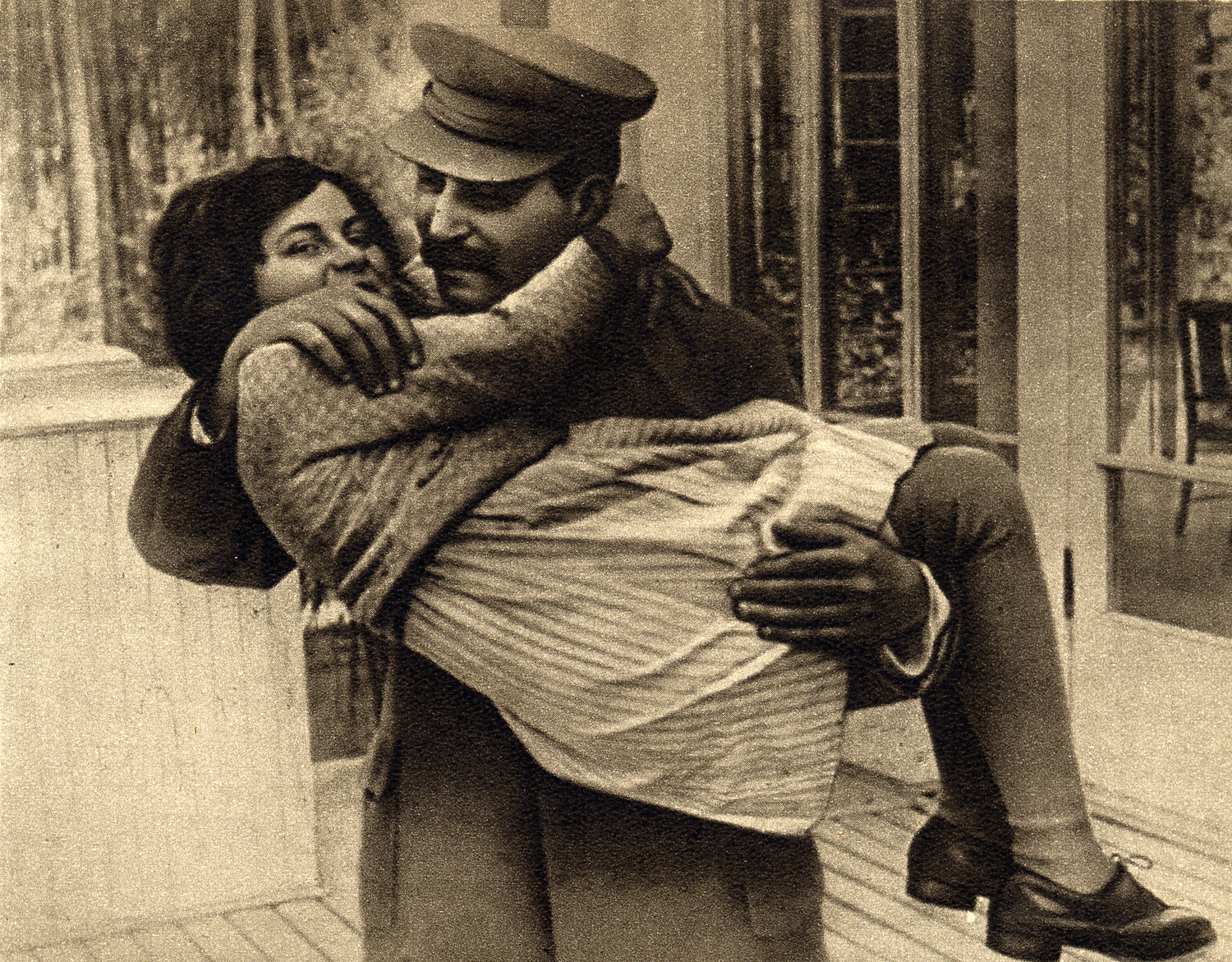
Joseph Staline avec sa fille Svetlana, en 1935.

Le couple a deux enfants : un fils, Vassili, et une fille, Svetlana Allilouieva. En outre, Staline et Nadia adoptent Artiom Sergueïev, fils d’un autre révolutionnaire, en 1921.
Choqué par le suicide de sa mère (il a alors 11 ans) et marqué par son enfance très particulière dans un foyer familial gardé par les agents du NKVD, Vassili est un adolescent dissolu et fugueur, travaillant mal à l'école, puis s'adonnant vite à l'alcoolisme. Il s'élève dans les rangs de l'armée de l'air soviétique où son père l'a poussé à s'engager, bien que Vassili n'ait pas de réel intérêt pour les forces aériennes de l'Armée rouge. Il se bat — plutôt bien — pendant la guerre et, grâce à son père, obtient d'importantes promotions. À la mort de Staline, Vassili est interné quelque temps par Beria. Il meurt officiellement d'alcoolisme en 1962 ; ce point est parfois débattu. Il laisse à Staline quatre petits-enfants : Alexandre (1941-2017) devenu metteur en scène du Théâtre académique central de l'Armée russe, et une fille Nadejda (1943-1999) de son mariage avec Galina Aleksandrovna Bourdonskaïa (1921-1990), et Svetlana (1947-1989) et Vassili (1949-1972) de son mariage avec Iekaterina Semionovna Timochenko (1923-1988), la fille du maréchal de l'Union soviétique Semion Timochenko.
Svetlana a une relation privilégiée avec son père, celui-ci étant très attentionné vis-à-vis d'elle pendant son enfance, au contraire des sentiments qu'il manifeste envers ses fils Yakov et Vassili. Il a également une bonne relation avec Artiom. Après la mort de Nadia, Staline reporte son affection sur leur fille. Leur relation est un temps d’une affection débordante — Svetlana admit être « son chouchou […] [j]e comprends maintenant que c’était un père très aimant » — mais finit par devenir étouffante pour Svetlana. Les amis qu'elle a en grandissant sont pour certains d'origine juive, ce qui aurait confirmé Staline dans son idée d'infiltration de son entourage par les milieux sionistes. En 1943, il l'oblige à rompre sa relation avec un cinéaste juif, Alexis Kapler, de vingt-quatre ans plus âgé qu'elle, et envoie celui-ci au Goulag. La distance avec son père se creuse encore plus après son mariage avec un juif, Grigori Morozov, que Staline refuse de voir, ainsi que leur fils Iossif Morozov. Un grand choc pour Svetlana est la découverte, en lisant en 1942 un article dans une revue anglaise, que sa mère n’est pas morte d’une crise de l’appendicite, mais d’un suicide. Conséquence de la dégradation croissante de leurs relations personnelles, Svetlana critique durement la politique de l'État et donc de son propre père après la fin de l'ère stalinienne, surtout après 1967 et sa fuite de l'Union soviétique.
Une descendance de Staline subsiste aujourd'hui. En mars 2001, la chaîne russe privée NTV découvre un petit-fils auparavant inconnu vivant à Novokouznetsk. Iouri Davydov raconte à la NTV que son père l'avait informé de son lignage, mais, parce que la campagne contre le culte de la personnalité de Staline était à son apogée, lui avait dit de se taire. L'écrivain dissident Alexandre Soljenitsyne avait effectivement mentionné l'existence d'un fils de Staline né en 1918, durant l'exil de Staline en Sibérie du Nord.

##### Belle-famille
Une partie de la famille de Nadia fait partie un temps des proches de Staline, avant d’être décimée au fil des ans. Il s’agit de :
- Pavel Allilouïev, son frère, commissaire de l’Armée rouge, marié à Génia Allilouïeva, actrice et mère de Kira ;
- Anna Redens, sa sœur aînée, mariée à Stanislas Redens, tchékiste[12].

Pavel et Génia veillent sur Staline après la mort de Nadia. Anna et son mari reviennent à Moscou peu de temps avant le suicide de Nadia car Staline n’a guère confiance dans les capacités de Stanislas ; Anna, quant à elle et selon ses propres enfants, parle trop et fait partie, avec Maria Svanidze, des « courtisanes » de Staline qui finissent par insupporter ce dernier.

## Personnalité et vie privée

### Apparence

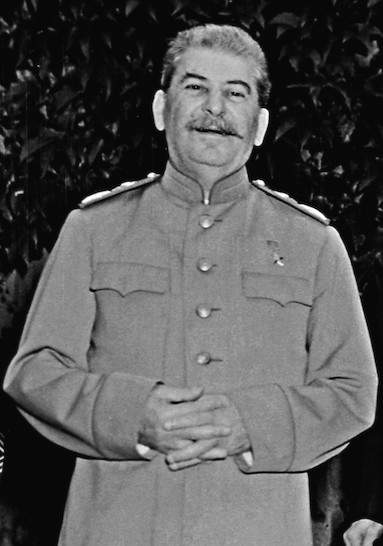
Staline en 1945.

« Tout petit, cauteleux, peu sûr de lui, cruel, nocturne et d'une méfiance perpétuelle, Staline paraît tout droit sortir de la Vie des douze Césars de Suétone, plutôt qu'appartenir à la vie politique moderne. » C'est ainsi que l'historien Eric Hobsbawm présente Staline dans son livre consacré à l'histoire du « court vingtième siècle ». Simon Sebag Montefiore dit quant à lui qu’il est « de petite taille (1,67 m), râblé, la démarche pesante mais rapide, les pieds tournés en dedans » et qu’il était « renommé pour son impénétrabilité de sphinx et sa modestie flegmatique ». Il avait le visage grêlé par une variole infantile, les deuxième et troisième orteils gauches palmés, et le bras gauche atrophié « sans doute à la suite d’un accident de voiture à cheval ».

### Traits de caractère
Montefiore résume la personnalité de Staline en un blocage émotionnel. Alors qu’il était parfaitement capable de sentiments d’amitié, d’amour et de tristesse, ces derniers étaient généralement masqués par l’impénétrabilité, la brusquerie, la colère et la paranoïa qui dissimulaient sa sensibilité, laquelle ne ressortait que par moments, dans ses loisirs ou à la suite de drames,.
Il était ainsi réputé pour son tempérament instable et son caractère imprévisible. Nikita Khrouchtchev le qualifia d’homme aux multiples visages, et Lazare Kaganovitch dit de lui qu’il était « un homme différent suivant les moments » et avoir « connu au moins cinq ou six Staline ». Rancunier et patient, il fit chuter plusieurs potentats des années après que ces derniers fussent simples témoins d’évènements gênants pour lui ; ainsi, Avel Enoukidzé, parrain de Nadia et qui fut le premier potentat témoin de la scène de son suicide, fut-il en partie tué pour cette raison lors des Grandes Purges. Sa brutalité occasionnelle était également bien connue : ainsi déclare-t-il ouvertement à des fonctionnaires qu’il leur « briserait les os », et demande-t-il à l’occasion à Molotov de tout « inspecter et vérifier en cassant quelques gueules ».
Névrosé et parfois hystérique, il tendait à considérer toute critique comme un affront personnel, se lamentant sur les attaques contre lui que ses luttes de pouvoir provoquaient. Ce trait de caractère commença à s’afficher au grand jour lors de la dékoulakisation, que Staline fut forcé de mettre en pause sous la pression de ses camarades avec son article « Le vertige du succès » ; c’est à cette occasion que Staline commença à douter de la loyauté de ses camarades, et commença à réfléchir à la mise en place de son pouvoir absolu. Opportuniste et rusé, il tend à saisir chaque occasion de faire avancer ses projets ; ainsi, voulant faire monter Beria en grade, il profite du chaos de la famine pour le promouvoir, arguant que Beria « résout les problèmes alors que le Politburo se contente de gratter du papier ! ».
Égocentrique, il pouvait également se montrer paranoïaque : pendant les obsèques de Nadia, alors qu’il était assommé de chagrin et reprochait à sa femme de l’avoir « abandonné comme un ennemi », il prit la peine d’affirmer qu’il ne se trouvait pas avec elle lors de son suicide, cherchant manifestement à se faire un alibi pour éviter toute accusation de lien direct avec sa mort.

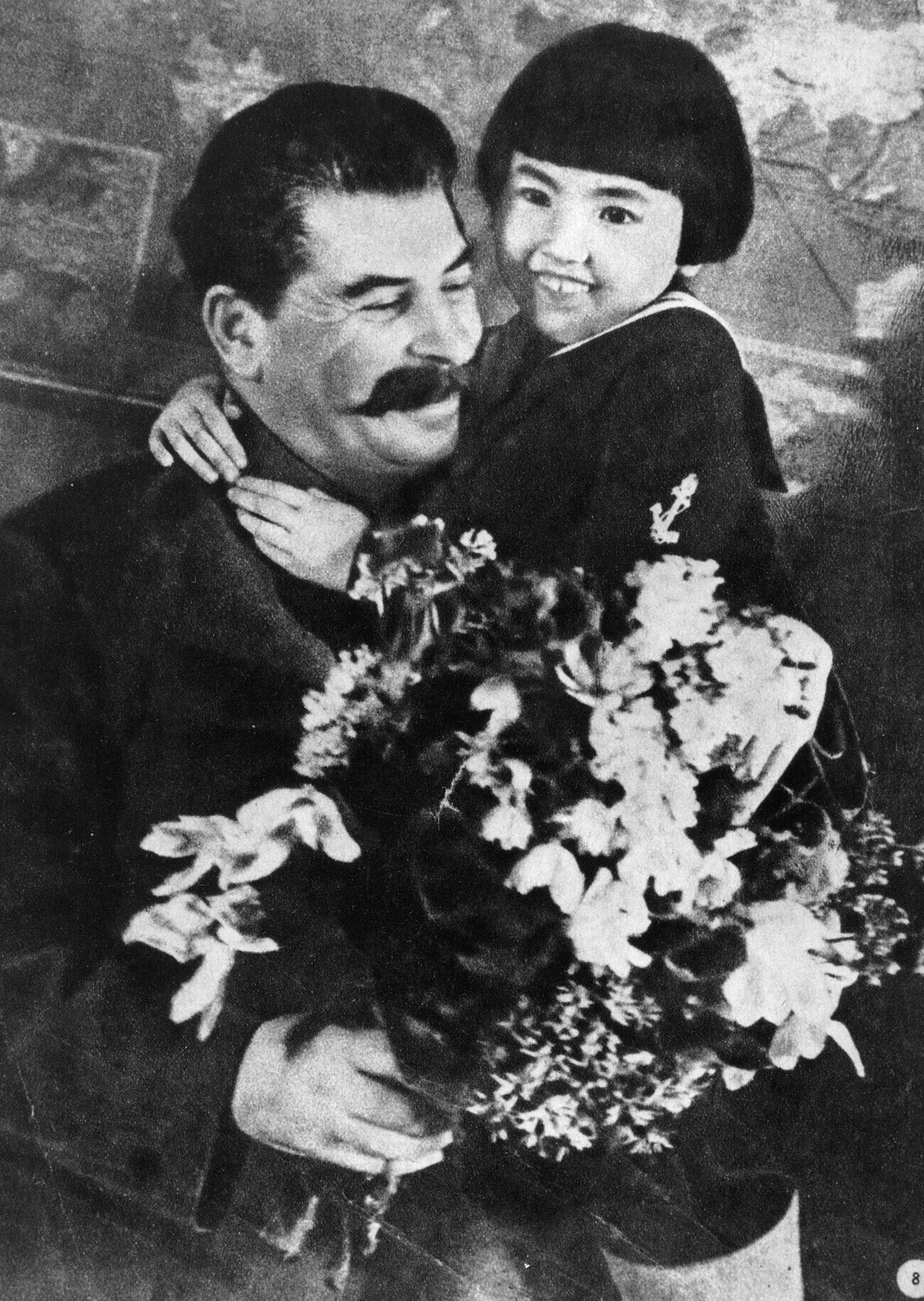
Staline reçoit des fleurs d'Engelsina Markizova en 1936. Les deux parents de la fillette perdront la vie dans les Purges.

Staline affiche également un côté charmeur ; capable de « susciter l’amitié comme personne », il cultive une apparence sereine et une amabilité qui « vous faisait sentir que désormais un lien [vous] unissait [à lui] pour toujours ». Cette apparence avenante va jusqu’à infliger au futur maréchal Joukov une insomnie après sa première rencontre avec lui ; Churchill dit, après la conférence de Téhéran, que « Staline peut être si désarmant quand il le veut ». Il veille à la vie de son entourage parfois jusqu’au moindre détail, cédant son appartement à son hôte Mikoïan parce qu’il lui plaisait ou couchant lui-même le fils de Beria, constituant ainsi « une noblesse de type féodal dont les privilèges dépend[ent] totalement de sa loyauté ». Il se montre également très proche des enfants, les promenant en limousine ou donnant aux siens, selon une tradition caucasienne, un peu de vin ; cela met régulièrement en fureur Nadia, alors que Staline en plaisante : « Tu ne sais pas que c’est un médicament ? ».
De nombreuses sources font état du sens de l’humour particulier de Staline, parfois espiègle, volontiers noir et cruel. Confronté à la tentative de suicide de son fils Yacha, qui n’avait fait que se blesser légèrement, Staline railla : « Dire qu’il n’a même pas su viser juste. ». Il répliqua à Ivan Issakov, qu’il venait de nommer commissaire à la Marine, que son unijambisme n’était pas un problème : vu que la marine avait été « commandée par des gens sans tête, une jambe n’est pas un handicap ». Il aimait également citer les satires de Mikhaïl Zochtchenko à propos des bureaucrates communistes, pour les conclure par « C’est là que le camarade Zochtchenko s’est souvenu de la Guépéou et a changé la fin ! ». Cet humour cynique transparaît dans les nombreuses annotations dont il couvrait livres et documents, se contentant souvent d’un commentaire sarcastique « Ha-ha-ha ! ».
Concernant ses rapports avec les femmes, Staline flirtait parfois ouvertement, faisant montre d’une « traditionnelle chevalerie géorgienne altern[ant] avec une goujaterie puérile quand il avait bu » ; il était également, voire davantage, courtisé par elles. Molotov dit que les femmes « raffolaient de lui » et était impressionné par ses « succès » féminins. Les archives personnelles de Staline contiennent de nombreux courriers d’admiratrices, auxquelles il cédait parfois ; il se plaignit par ailleurs que les femmes de sa belle-famille « ne le laissaient pas tranquille parce qu’elles voulaient toutes coucher avec lui ». Cette situation ne faisait qu’exacerber la jalousie maladive de sa seconde femme Nadia.

### Mode de vie
Staline ne se singularise pas par ses loisirs, qui se révèlent en réalité plutôt communs. Il apprécie le jardinage, notamment les agrumes, et désherbe avec ses visiteurs, qu’ils le veuillent ou non. Il aime les expéditions en pleine nature avec ses collègues, canotant, chassant, pêchant et mangeant sur un feu de camp autour duquel ils chantent et se racontent des histoires drôles ou des souvenirs prérévolutionnaires. Il aime la musique et le chant, entonnant avec les autres dirigeants des airs paysans, cosaques, orthodoxes, paillards ou d’opéra, et affirme au président Truman que « la musique est une excellente chose : elle empêche l’homme d’être ravalé au rang de la bête ». Selon plusieurs témoins, Staline a une belle voix de ténor, parfaitement posée, rare et douce, et aurait pu être chanteur professionnel.
Staline n'a quitté la Russie qu'exceptionnellement et ne connaissait que le géorgien et le russe, et encore ne parlait ce dernier qu’avec un fort accent géorgien. Après 1929, il vit cloîtré au Kremlin, étant un dirigeant invisible qu'on ne voit en public qu'à de rares occasions. Son temps s'écoule entre son bureau et sa datcha de Kountsevo, près de la capitale, avec l'été des vacances à Sotchi, au bord de la mer Noire.
Staline vit en décalage temporel : dans les années 1930, il ne se levait que vers onze heures et déjeunait autour de 15-16 heures, avec la famille étendue et des membres du Politburo, le tout avec « un sens de l’hospitalité recherché, à la manière orientale ». Vers la fin de sa vie, il se couchera à l'aube et se lèvera l'après-midi, utilisant la soirée et la nuit pour travailler, puis festoyer avec ses courtisans. Il impose dès lors son rythme d'existence à ses proches collaborateurs, et de là à d'innombrables fonctionnaires de Moscou et d'URSS, à tous les échelons.
Dévoré par la passion du pouvoir, il mène un train de vie spartiate et n'a jamais semblé intéressé par le luxe et l'argent que ce pouvoir absolu pouvait lui offrir : lui et Nadia étaient régulièrement à court d’argent. Il préfère dormir sur un sofa que dans un lit — comparant cette habitude spartiate à celles de Nicolas Ier —, s’agace d’être surnommé le « maître » — khozaïn — par ses subordonnés et, lorsqu’il découvre que de nouveaux meubles ont été installés dans son appartement, réagit avec colère, exigeant que les meubles soient enlevés et le responsable puni.
S'il saoule fréquemment son entourage au cours de nuits festives parfois quasi-orgiaques, lui-même reste en réalité fort sobre et se sert de ces banquets comme moyen de contrôle politique, l'alcool déliant les langues. Ainsi, en 1935, le diplomate français Alexis Leger, secrétaire général du Quai d'Orsay, alors présent à Moscou avec Pierre Laval, le président du Conseil français, constate que Staline se fait verser de la vodka depuis un carafon personnel qui, en réalité, contient de l'eau. Il utilise d’ailleurs très tôt ces repas comme des réunions de travail, y prenant des décisions sur la gestion du pays.
Sa personnalité difficile s’accompagne de problèmes récurrents de santé, notamment des dents gâtées depuis ses séjours en Sibérie, des angines chroniques et des rhumatismes, ainsi qu’une amygdalite qui se déclenchait lorsqu’il était stressé. Cet état n’arrangeait pas son moral et inquiétait sa « Tatochka », tout comme sa tendance à garder des vêtements d’été en hiver. Pour soigner ses maux qui le complexaient, il prenait régulièrement les eaux comme les autres dirigeants, avec lesquels il échangeait très souvent des informations sur sa santé et ses cures.

### Comportement et pouvoir
Soucieux de tout contrôler dans les moindres détails, il pratique l'intervention directe dans des affaires de tout degré d'importance. Le moindre général au front, le moindre directeur d'usine ou de kolkhoze, le moindre écrivain pouvait un jour entendre son téléphone sonner avec Staline en personne au bout du fil. La moindre lettre de citoyen soviétique, la moindre demande d'aide — ou la moindre dénonciation — pouvait obtenir une réponse manuscrite de Staline en personne, qui était souvent « Je suis prêt à vous aider et à vous recevoir. » ; cette proximité affichée contribuait à renforcer l'image d'un dirigeant omnipotent et proche des gens, mais aussi à tenir en inquiétude les responsables de tout ordre. Il intervient jusqu'au physique de ceux qui l'entourent, décidant par exemple subitement que Lazare Kaganovitch ou Nikolaï Boulganine doivent se raser la barbe — Staline rase personnellement le premier, et le second s'en tire en conservant un bouc. Il veille également jalousement à la santé des autres dirigeants, les forçant à prendre les eaux et à se reposer.
Staline avait une tendance à commenter les documents échangés et à donner sous la table des billets comportant divers commentaires, dont la teneur était parfois scatologique ; ainsi félicita-t-il Kliment Vorochilov par ces mots : « Un dirigeant mondial, TU L'AS ENCULÉ ! J'ai lu ton rapport — tu critiques tout le monde — TU LES AS ENCULÉS ! ».
Staline était un bourreau de travail — « Un vrai bolchevik ne devrait pas avoir de famille parce qu'il devrait se donner totalement au Parti. » — ; il avait conservé de son passé de conspirateur une mémoire prodigieuse et travaillait fréquemment jusqu'à 16 heures par jour. Même en vacances à Sotchi, alors que Molotov ou Kaganovitch assument officiellement ses fonctions, les documents s'entassaient et le courrier lui arrivait quotidiennement par avion depuis Moscou. Cela permettait à Staline de conserver son influence : tout en affirmant à Molotov pouvoir répondre à « autant de question qu['il le] veut », il se plaignait parfois également de ne pouvoir prendre « des décisions sur toutes les questions possibles et imaginables soulevées au Politburo. Vous devriez être capables de les étudier et d'y répondre vous-mêmes ! ». Il possédait également un talent vulgarisateur, étant capable de composer en un seul essai des textes, articles ou télégrammes diplomatiques, subtils mais clairs sur des problèmes complexes.
S'appuyant sur une masse de nouveaux documents et témoignages, l'ouvrage de Montefiore souligne également la part d'humanité troublante que l'un des pires despotes du XXe siècle pouvait conserver. Comme le décrit l'historien britannique, le même homme qui détruisit froidement des millions d'existences savait aussi être un mari sincèrement accablé par l'énigmatique suicide de sa femme (qui souffrait de dépression à cause du libertinage de son époux), un père attentionné et un ami chaleureux. Surtout jusqu'aux Grandes Purges de 1937, il règne sur son entourage plus par ses capacités de charme que par ses colères ou la terreur qu'il inspirera surtout sur la fin. Pour Montefiore, ni fou ni paranoïaque, Staline, « ayant pour seule priorité son propre rôle historique », suit toujours une réelle rationalité politique même dans ses plans répressifs ou son appui aux théories les plus démentes — comme le lyssenkisme en biologie ou le réalisme socialiste dans l'art — pour peu qu'ils puissent renforcer son pouvoir. Il tient compte, dans ses décisions et son comportement, de tout ce qui peut renforcer son autorité : il garde des vêtements reprisés au lieu de les changer, sachant que cet ascétisme « renfor[ce] son autorité naturelle ». Molotov et Anastase Mikoïan analysent la dépression initiale de Staline, lors du déclenchement de l'opération Barbarossa, comme une « pose » qu'il avait prise, afin de renforcer son pouvoir en « pouss[ant] le Politburo à le réélire ». De même, à l'approche de la bataille de Moscou, Staline diffère longuement sa décision de quitter ou non la ville, avant de se ressaisir. Un témoin le signale marchant le long des rails, près d'un train prêt à l'évacuer, en une « scène mélodramatique » :

« Si elle s'était produite, l'image de cette silhouette amaigrie, au « regard usé et désemparé », flottant dans son grand manteau râpé et ses bottes, marchant le long des rails sur une voie pratiquement déserte, hormis quelques gardes lourdement armés, dans le silence troublé par les jets de vapeur de la locomotive, aurait indéniablement été porteuse d'une forte charge émotionnelle. »

### Culture personnelle
Des travaux récents ont contesté la représentation traditionnelle d'un Staline grossier et inculte, terrorisant ses proches à coup de colères menaçantes. Dans la synthèse récente de Simon Sebag Montefiore,, la « plus éminente médiocrité du Parti » (dixit Trotski) est décrit comme étant, en réalité, un autodidacte passionné et un dévoreur de livres — capable de lire plus de 500 pages par jour, il se faisait déjà remarquer à ce sujet en exil, s’appropriant sans partage les livres de ses camarades décédés. Sa bibliothèque comportait 20 000 volumes dont beaucoup soigneusement annotés et fichés. Son sujet préféré était l'histoire, suivi des études marxistes et de la fiction. Il aimait particulièrement étudier l'histoire de la Russie, la Mésopotamie, la Rome antique et l'Empire byzantin. Il possédait tous les ouvrages de référence du marxisme, mais aussi toutes les œuvres de ses ennemis, tels Trotski ou Souvarine, et même des œuvres d’auteurs tels que Goethe, Victor Hugo, Balzac, Oscar Wilde, Hemingway ou encore Zola, qu’il « vénérait ». Il connaissait tous les grands classiques géorgiens, russes et européens, et était capable d’en faire des commentaires littéraires remarquables. Staline appréciait également le ballet et la musique, allant revoir une vingtaine de fois incognito Le Lac des Cygnes. Tel jadis le tsar Nicolas Ier censurant en personne Alexandre Pouchkine, il lisait lui-même de nombreux manuscrits de poètes et romanciers, et visionnait pratiquement tous les films (il raffolait des westerns et des films policiers américains et était un admirateur de Spencer Tracy et Clark Gable) qui sortaient en URSS. S'il fit fusiller sans état d'âme tous les écrivains qui avaient un jour pu le critiquer (Boris Pilniak, Ossip Mandelstam, Isaac Babel, etc.), il laissa libres Mikhaïl Boulgakov et Boris Pasternak, jugeant ce dernier comme un « doux rêveur » inoffensif, et persécuta à plusieurs reprises Anna Akhmatova, qui le supplia de faire libérer son fils, l'essayiste Goumiliev, qu'il avait fait arrêter.

## Décorations

### En Union soviétique
- Héros du travail socialiste (1939).
- Héros de l'Union soviétique (1945).
- Ordre du Drapeau rouge (1919, 1930, 1944).
- Ordre de l'Étoile rouge (1922).
- Médaille du 20e anniversaire de l'Armée rouge des ouvriers et paysans (1938).
- Ordre de Lénine (1939, 1945, 1949).
- Ordre de Souvorov (1943).
- Médaille pour la Défense de Moscou (1944).
- Ordre de la Victoire (1944, 1945).
- Médaille pour la victoire sur l'Allemagne dans la Grande Guerre patriotique de 1941-1945 (1945).
- Médaille pour la victoire sur le Japon (1945).
- En commémoration du 800e anniversaire de Moscou (1947).

### À l’étranger
- Héros de la république populaire de Mongolie (1949).
- Croix de guerre 1939-1945 - Tchécoslovaquie (1943, 1945).
- Ordre de Sukhe Bator - Mongolie (1945, 1949).
- Ordre du Lion blanc 1re classe - Tchécoslovaquie (1945).
- Ordre du Lion blanc 1re classe « Pour la Victoire » - Tchécoslovaquie (1945).
- Médaille « 25 ans de la révolution du peuple mongol » - Mongolie (1946).
- Ordre de la république de Touva (1943).

#### Œuvres

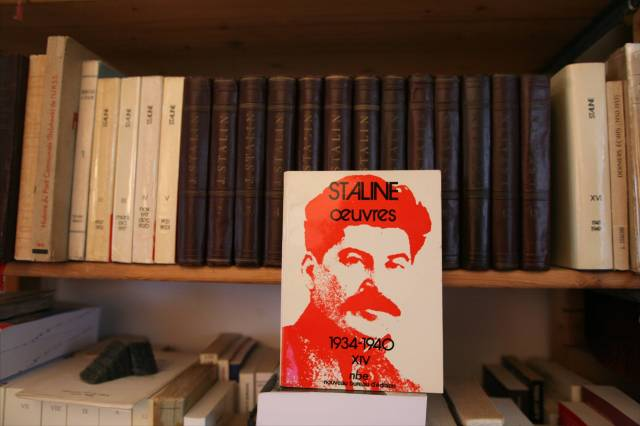
Les œuvres complètes de Joseph Staline. Treize volumes In-8 reliés en vinyle pour l'édition anglophone, sept volumes brochés pour l'édition francophone.